# Liste der Biografien/X
Liste der Biografien |
Portal Biografien |
Personensuche
# |
A |
B |
C |
D |
E |
F |
G |
H |
I |
J |
K |
L |
M |
N |
O |
P |
Q |
R |
S |
T |
U |
V |
W |
X |
Y |
Z |
?
Die Liste der Biografien führt alle Personen auf, die in der deutschsprachigen Wikipedia einen Artikel haben. Dieses ist eine Teilliste mit 614 Einträgen von Personen, deren Namen mit dem Buchstaben „X“ beginnt.

## X
- X González (* 1999), amerikanische Aktivist und Befürworter von strengeren Waffengesetzen
- X, Allie (* 1985), kanadische Sängerin, Liedschreiberin und bildende Künstlerin
- X, Malcolm (1925–1965), US-amerikanischer Führer der BürgerrechtsbewegungMalcolm X (1925–1965)
- X, Ry, australischer Musiker

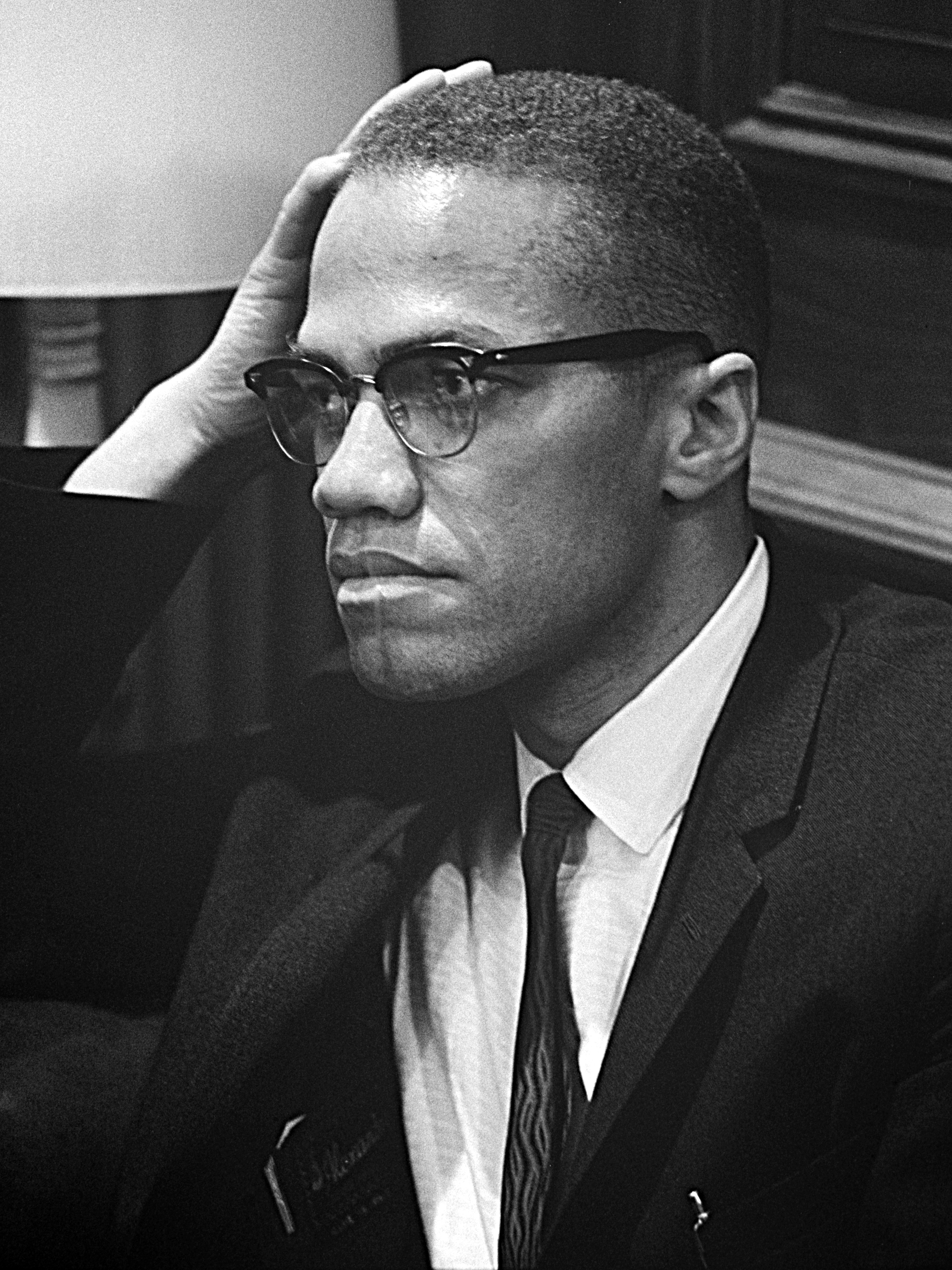
Malcolm X (1925–1965)

- X, Sadat (* 1968), US-amerikanischer Rapper und Musikproduzent
- X-plosive (* 1986), deutscher Musikproduzent

### Xa
- Xaba, Glenrose (* 1994), südafrikanische Langstreckenläuferin
- Xaba, Makhosazana (* 1957), südafrikanische Poetin, Aktivistin und Herausgeberin
- Xaba, Sibusile (* 1984), südafrikanischer Musiker (Gitarre, Gesang, Songwriting)
- Xabibulina, Albina (* 1992), usbekische Tennisspielerin
- Xabibullayeva, Diyoraxon (* 1999), usbekische Fußballspielerin
- Xacbert de Barbaira, okzitanischer Ritter und Faydit
- Xaço, Karapetê († 2005), armenischer Sänger
- Xadas (* 1997), portugiesischer Fußballspieler
- Xago (* 1942), deutscher Maler, Grafiker und Dichter
- Xagoraris, Zafos (* 1963), griechischer Klang- und Installationskünstler
- Xainctonge, Anne de (1567–1621), Ordensgründerin der Ursulinen von Dole
- Xaintrailles, Jean Poton de († 1461), französischer Ritter, Hauptmann, Stallmeister, Seneschall, Marschall und Mitstreiter Jeanne d’Arcs
- Xakriabá, Célia (* 1990), brasilianische Aktivistin für indigene Rechte
- Xəlilov, Səlahəddin (* 1952), aserbaidschanischer Philosoph
- Xaloqov, Abdumalik (* 2000), usbekischer Boxer, Weltmeister und Olympiasieger
- Xambeu, Pierre Vincent (1837–1917), französischer Offizier und Entomologe
- Xammar, Eugeni (1888–1973), katalanischer Journalist
- Xammar, Jordi (* 1993), spanischer Segler
- Xan, Hapsa (1891–1953), kurdische feministische nationalistische Führerin
- Xan, Meryem (1904–1949), kurdische Sängerin (Dengbêj)
- Xana (* 1965), portugiesische Rocksängerin
- Xandão (* 1988), brasilianischer Fußballspieler
- Xandee (* 1978), belgische Sängerin
- Xander, Alec Cedric (* 1990), deutscher Schriftsteller
- Xander, Brigitte (1942–2008), österreichische Radio- und Fernsehmoderatorin
- Xander, Helmut (1938–2019), deutscher Politiker (CDU)
- Xanî, Ehmedê (1651–1707), kurdischer Schriftsteller und Poet
- Xanlarov, Mövsüm bəy (1857–1921), aserbaidschanischer Chemiker
- Xanlarova, Zeynəb (* 1936), aserbaidschanische Sängerin und Politikerin
- Xanməmmədov, Hacı (1918–2005), aserbaidschanischer Komponist, Dirigent und Musikpädagoge
- Xanoni, Anton (1862–1915), albanischer Autor und Jesuit
- Xanrof, Léon (1867–1953), französischer Dramatiker, Komponist und Sänger
- Xanthaki, Alexandra, griechische Rechtswissenschaftlerin und Menschenrechtsexpertin
- Xanthippe, Frau des SokratesXanthippe

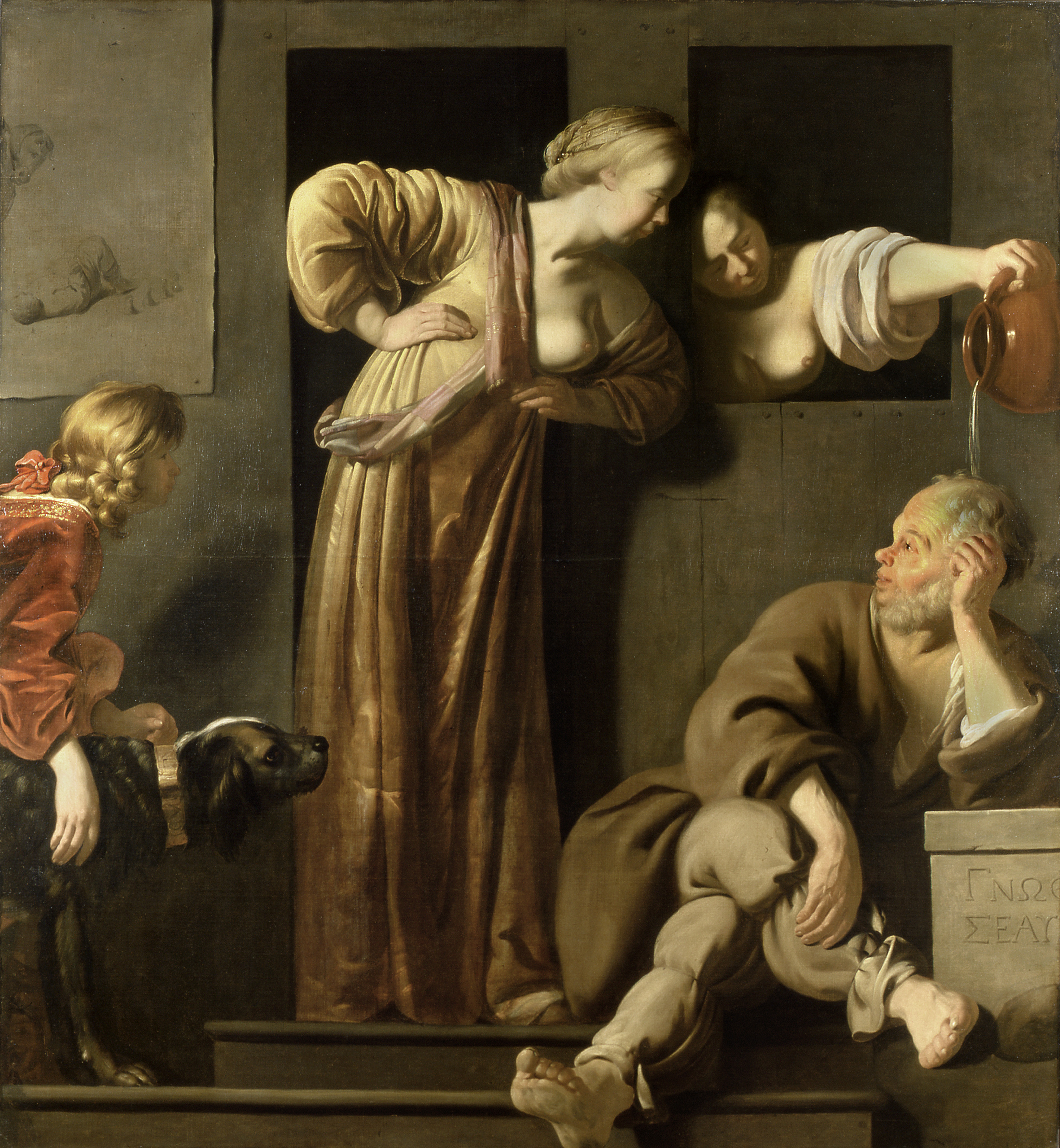
Xanthippe

- Xanthippos, athenischer Feldherr, Oberbefehl über die athenische Flotte gegen die Perser
- Xanthippos, Feldheer Ptolemaios’ III., Statthalter von Mesopotamien
- Xanthippos, griechischer Söldnerführer
- Xanthipus (* 1985), Schweizer Musikproduzent
- Xantho, Mihail (1891–1940), österreichischer Schauspieler
- Xanthopoulos, Charalambos (* 1956), griechischer Fußballspieler
- Xanthopoulos, Timotheos (1864–1942), griechischer Pianist, Komponist und Musikpädagoge
- Xanthopoulos, Vasilios (* 1984), griechischer Basketballspieler
- Xanthopoulos-Palamas, Christos (1904–1977), griechischer Politiker und Diplomat
- Xanthopoulou, Lisa (* 1968), griechische Dirigentin
- Xanthos der Lyder, antiker Geschichtsschreiber
- Xanthos, Andreas (* 1960), griechischer Politiker
- Xanthos, Emmanuel (1772–1852), griechischer Kaufmann
- Xanthou, Niki (* 1973), griechische Weitspringerin
- Xanthoudidis, Stefanos (1864–1928), griechischer Archäologe und Neogräzist
- Xántus, János (1825–1894), ungarischer Zoologe
- Xarchakos, Stavros (* 1939), griechischer Komponist, Dirigent und Politiker, MdEP
- Xargay, Marta (* 1990), spanische Basketballspielerin
- Xasməmmədov, Xəlil bəy (1873–1945), aserbaidschanischer Politiker, Diplomat und Staatsmann
- Xatar (1981–2025), deutscher Rapper kurdischer AbstammungXatar (1981–2025)

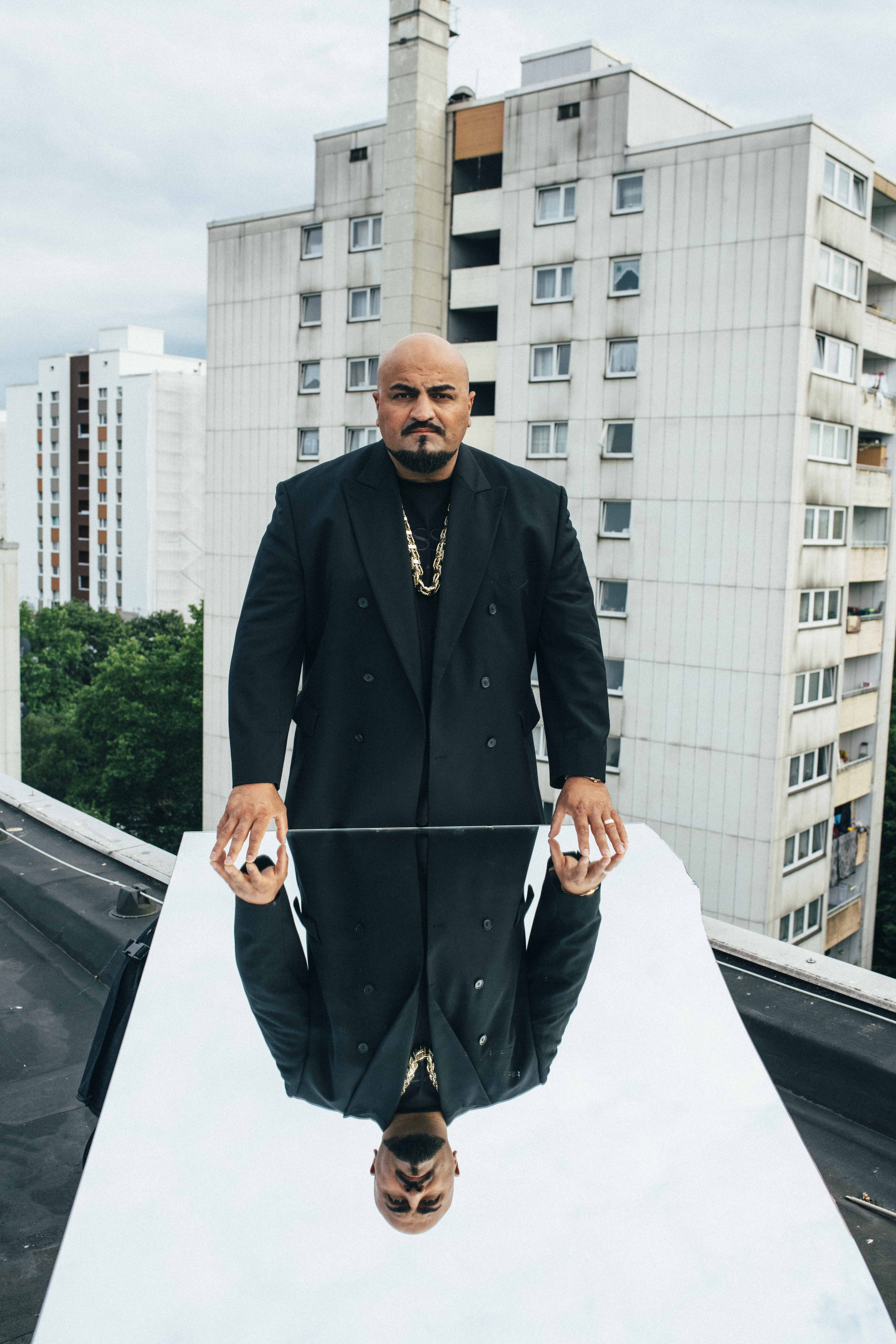
Xatar (1981–2025)

- Xatruch Villagra, Florencio (1811–1893), Präsident von Honduras
- Xaubet, Horacio (* 1948), uruguayischer literarischer Essayist und Dozent
- Xaus, Rubén (* 1978), spanischer Motorradrennfahrer
- Xaver, deutscher Rapper
- Xaver, Franz (1506–1552), christlicher Missionar und Mitbegründer der Jesuiten
- Xavery, Jan Baptist (1697–1742), flämischer Bildhauer
- Xavi (* 1980), spanischer FußballspielerXavi (* 1980)

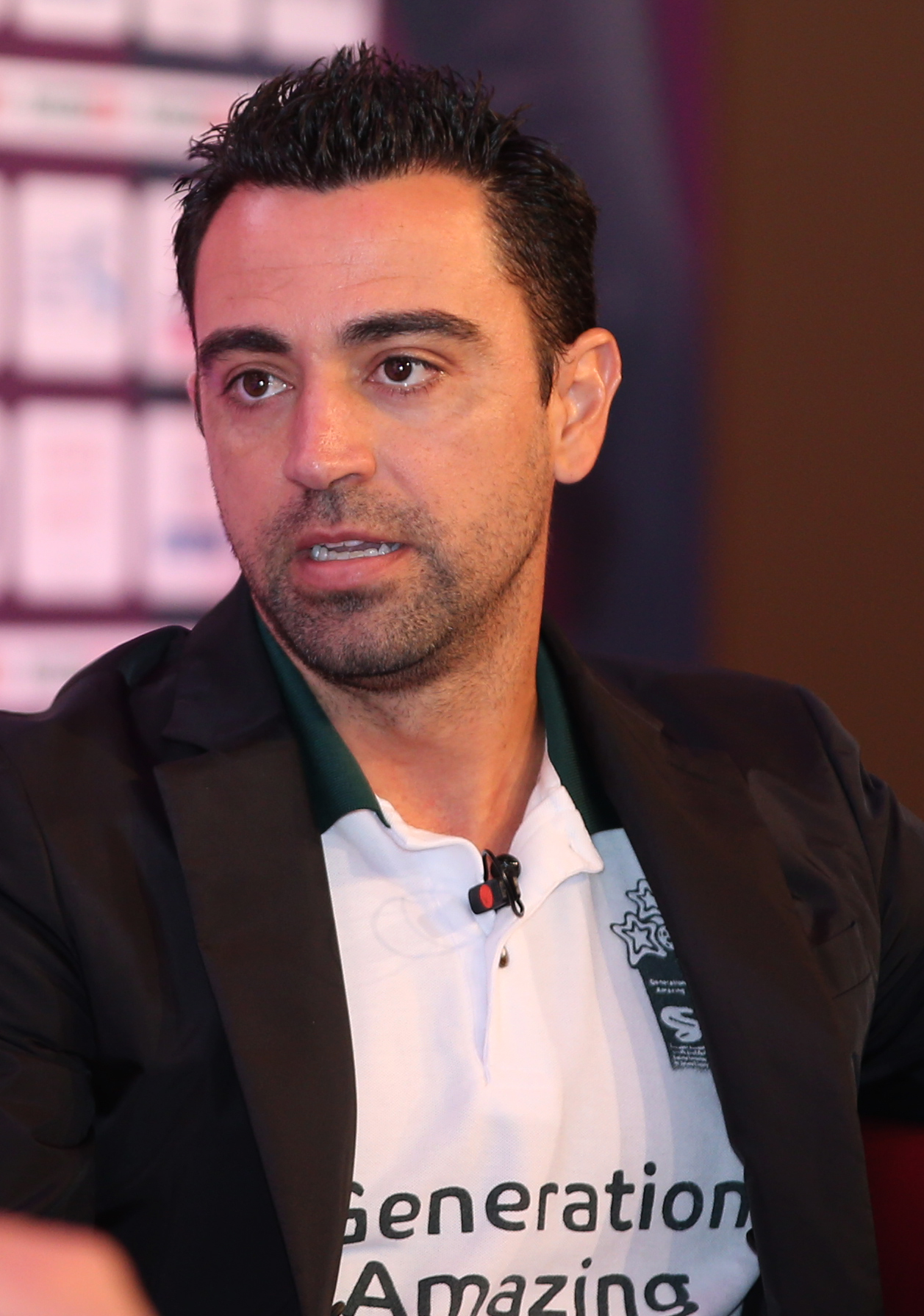
Xavi (* 1980)

- Xavier, Abel (* 1972), portugiesischer Fußballspieler und -trainer
- Xavier, Abel da Costa (* 1972), osttimoresischer Soldat und Fußballfunktionär
- Xavier, Chica (1932–2020), brasilianische Schauspielerin
- Xavier, Chico (1910–2002), brasilianisches Medium, das maßgeblich zur Verbreitung des Spiritismus in Brasilien beigetragen hat
- Xavier, Cleiton (* 1983), brasilianischer Fußballspieler
- Xavier, Emanuel (* 1971), US-amerikanischer Lyriker, Poetry-Slammer und Aktivist
- Xavier, Fernando (1947–2023), osttimoresischer Unabhängigkeitsaktivist und Politiker
- Xavier, Gabriel (* 1993), brasilianischer Fußballspieler
- Xavier, Jacob (1936–2012), osttimoresischer Politiker
- Xavier, Jaimerson (* 1990), brasilianischer Fußballspieler
- Xavier, Jaison (* 1971), indischer Badmintonspieler
- Xavier, Marcelo Rodrigo (* 1988), brasilianischer Fußballspieler
- Xavier, Marcos (* 1973), osttimoresischer Politiker
- Xavier, Marcos Ferreira (* 1982), brasilianisch-aserbaidschanischer Fußballspieler
- Xavier, Margaret Lin (1898–1932), thailändische Ärztin und Sozialreformerin
- Xavier, Michael (* 1977), britischer Schauspieler und Sänger
- Xavierre, Jerónimo (1546–1608), spanischer Dominikaner und Kardinal
- Xaypanya, Anousone (* 2002), laotischer Fußballspieler
- Xaypanya, Souliphone (* 1997), laotischer Fußballspieler
- Xaysensourinthone, Chitchanok (* 1994), thailändisch-schweizerischer Fußballspieler
- Xayxanapanya, Kiengthavesak (* 1999), laotischer Fußballspieler

### Xe
- Xeka (* 1994), portugiesischer Fußballspieler
- Xellen7 (* 1992), Schweizer Rapper und Songwriter
- Xeller, Christian (1784–1872), deutscher Maler und Restaurator
- Xen (* 1990), Schweizer Mundartrapper
- Xena, Heilige der orthodoxen Kirche
- Xenagoras, griechischer Historiker und Geograph
- Xenakis, Iannis (1922–2001), griechisch-französischer Komponist und Architekt
- Xenakis, Thomas (1875–1942), griechischer Turner
- Xenarchos, Dichter der mittleren Komödie
- Xenia von Montenegro (1881–1960), Mitglied aus dem Haus Petrović-NjegošXenia von Montenegro (1881–1960)

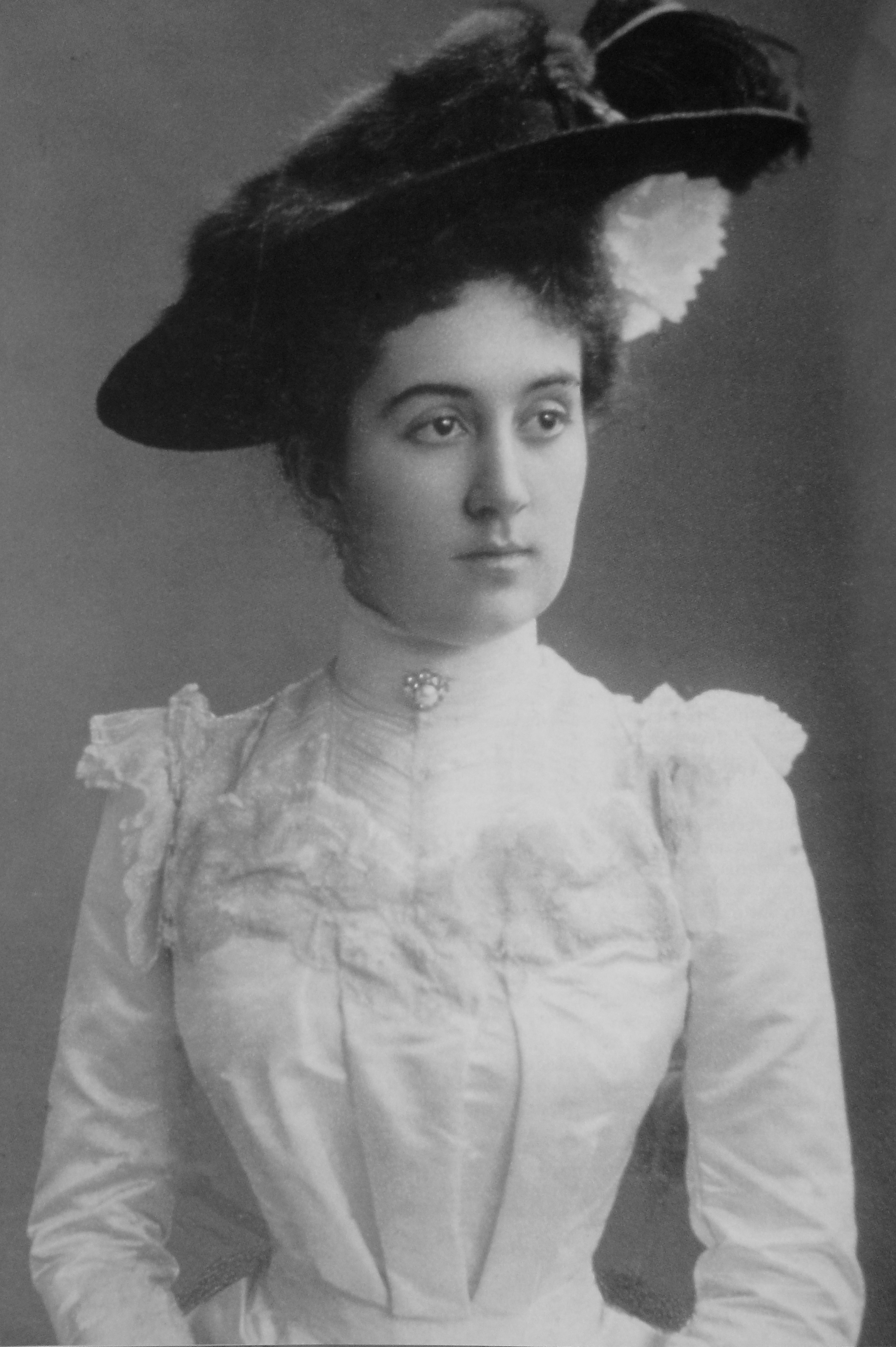
Xenia von Montenegro (1881–1960)

- Xeniades, griechischer Philosoph (Schule der Sophisten)
- Xenias von Parrhasia, Heerführer von Kyros dem Jüngeren
- Xenidakis, Charidimos (* 2000), griechischer Leichtathlet
- Xenija von St. Petersburg, Heilige der Russisch-orthodoxen Kirche
- Xeno II. (1030–1096), georgisch-orthodoxer Patriarch
- Xenofontow, Alexander Sergejewitsch (1894–1966), sowjetischer Generalleutnant
- Xenogiannakopoulou, Mariliza (* 1963), griechische Politikerin (PASOK), MdEP
- Xenoitas († 221 v. Chr.), seleukidischer Söldnerführer
- Xenokleides, griechischer Dichter
- Xenokleides, griechischer Militär (Korinth)
- Xenokleides, griechischer pro-römischer Politiker
- Xenokles, antiker griechisch-attischer Architekt
- Xenokles, attischer Töpfer
- Xenokles-Maler, attischer Vasenmaler
- Xenokrates, griechischer Philosoph
- Xenokrates von Athen, griechischer Bildhauer und Fachschriftsteller zur Kunsttheorie
- Xenon, Komödiendichter
- Xenophanes, vorsokratischer Philosoph und DichterXenophanes
- Xenophantos, griechischer Töpfer

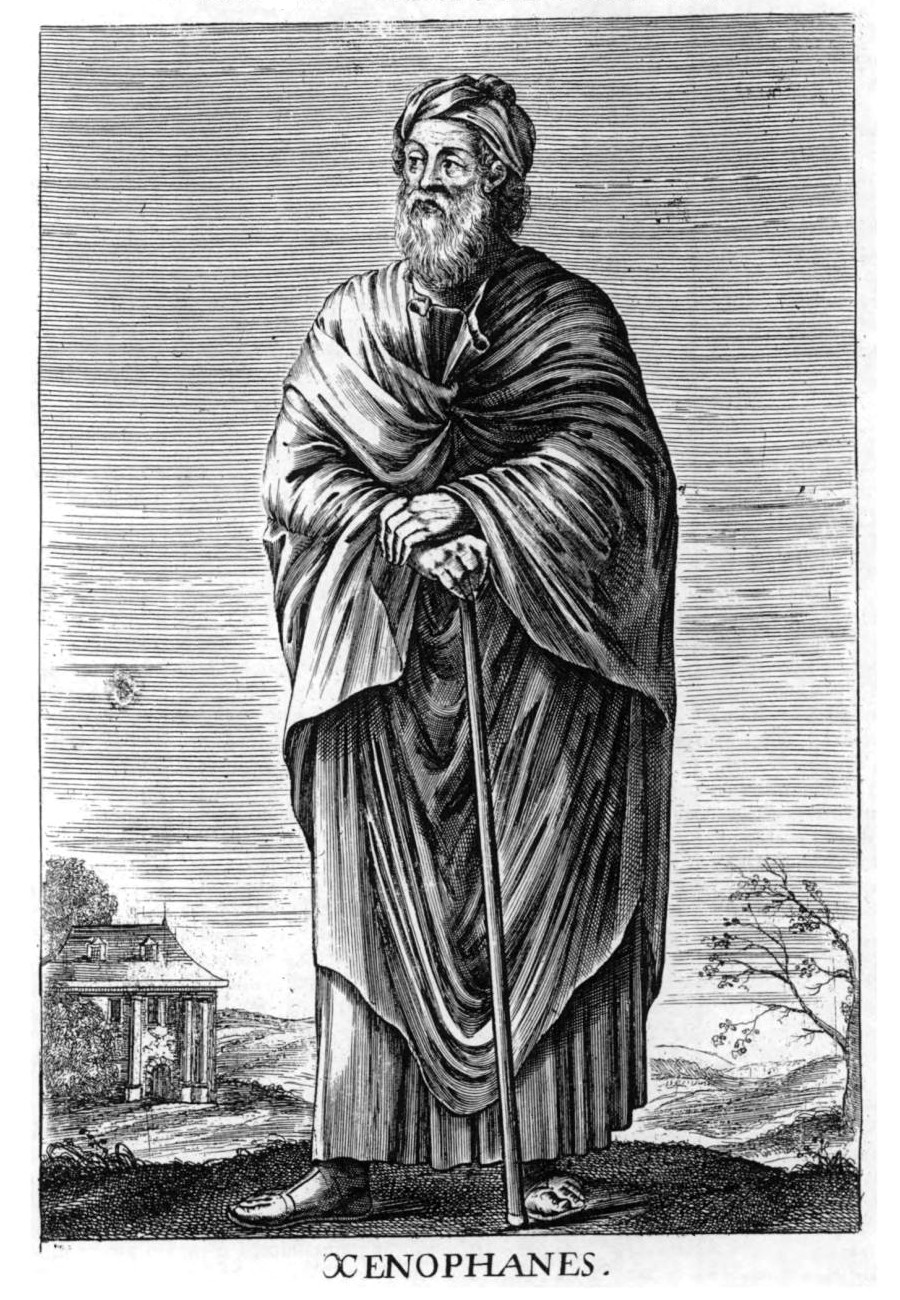
Xenophanes

- Xenophilos, griechischer Bildhauer der Antike
- Xenophilos, Komödiendichter
- Xenophilos von der Chalkidike, antiker griechischer Philosoph (Pythagoreer)
- Xenophon, antiker attisch-griechischer Architekt
- Xenophon, Komödiendichter
- Xenophon († 510), Senator in Konstantinopel, später Mönch und Wohltäter
- Xenophon († 429 v. Chr.), athenischer Feldherr
- Xenophon, Athener Schriftsteller und Historiker
- Xenophon von Ephesos, antiker Schriftsteller
- Xenophon von Ikaria († 404 v. Chr.), Bürger von Athen und Opfer der Dreißig Tyrannen
- Xenophon von Korinth, antiker griechischer Athlet
- Xenophon, Gaius Stertinius, Leibarzt des römischen Kaisers Claudius
- Xenophontos, Sophia (* 1985), zypriotische Klassische Philologin und Philosophiehistorikerin
- Xenopoulos, Gregorios (1867–1951), griechischer Schriftsteller
- Xenotimos, antiker griechischer Töpfer
- Xepkin, Andrei (* 1965), sowjetischer, ukrainischer und spanischer Handballspieler
- Xercavins, Pierre (1926–2008), französischer Bauingenieur
- Xerez, Francisco de (* 1504), spanischer Chronist und Soldat
- Xerri, Sven (* 2005), maltesischer Fußballspieler
- Xerxes, König von Armenien
- Xerxes I. († 465 v. Chr.), persischer GroßkönigXerxes I. († 465 v. Chr.)

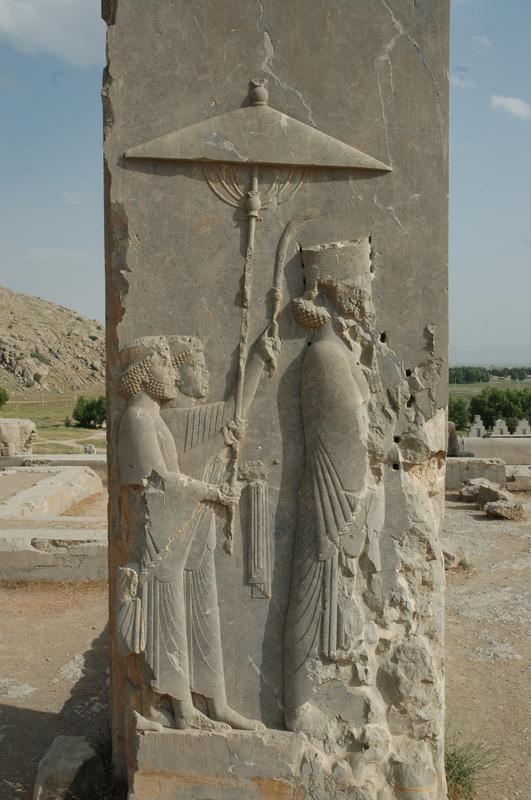
Xerxes I. († 465 v. Chr.)

- Xerxes II. († 423 v. Chr.), persischer Großkönig
- Xeyi, Rose (* 2001), südafrikanische Sprinterin und Weitspringerin

### Xh
- Xhaçka, Olta (* 1979), albanische Politikerin (PS)
- Xhaferi, Arbën (1948–2012), mazedonischer Politiker (PDSh)
- Xhaferi, Talat (* 1962), nordmazedonischer Politiker (DUI)
- Xhaferllari, Marsida (* 1975), albanische Juristin
- Xhaferri, Bilal (1935–1986), albanischer Schriftsteller und Publizist
- Xhafolli, Ngadhnjim (* 1991), kosovarischer Handballspieler
- Xhaja, Juxhin (* 1990), albanischer Fußballschiedsrichter
- Xhaka, Granit (* 1992), Schweizer FussballspielerGranit Xhaka (* 1992)

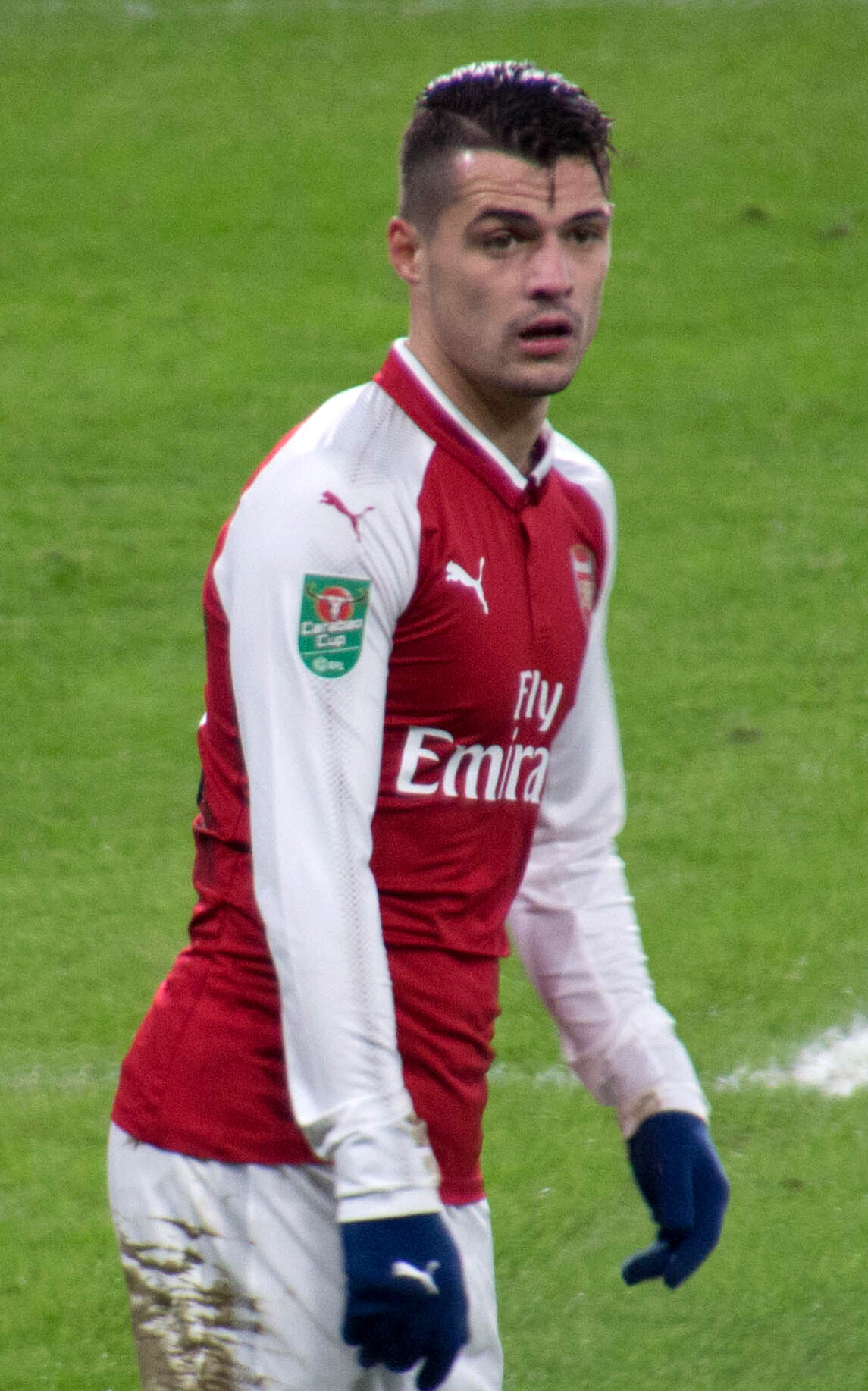
Granit Xhaka (* 1992)

- Xhaka, Taulant (* 1991), albanisch-schweizerischer Fussballspieler
- Xhelilaj, Nik (* 1983), albanischer Schauspieler
- Xhemaili, Riola (* 2003), Schweizer Fussballspielerin
- Xhenceval, Jean (* 1945), belgischer Rennfahrer
- Xhepa, Denni (* 2003), albanischer Skirennläufer
- Xhepa, Margarita (1932–2025), albanische Schauspielerin
- Xhindi, Fatmir (1960–2009), albanischer Politiker
- Xhofleer, Anny (1913–2006), niederländische Jazzsängerin
- Xhoni, Don (* 2000), kosovarischer Rapper und Sänger
- Xhonneux, Henri (1945–1995), belgischer Filmemacher
- Xhonneux, Roger (* 1954), belgischer Handballschiedsrichter
- Xhuvani, Dhimitër (1934–2009), albanischer Schriftsteller

### Xi
- Xi († 677 v. Chr.), sechzehnter König der chinesischen Zhou-Dynastie und der vierte der östlichen Zhou
- Xi Shi, chinesische Schönheit
- Xi Xi (1937–2022), hongkong-chinesische Schriftstellerin
- Xi, Aihua (* 1982), chinesische Ruderin
- Xi, Chuan (* 1963), chinesischer Lyriker
- Xi, Ding (* 1981), österreichischer Schnellzeichner und Porträtkarikaturist
- Xi, Enting (1946–2019), chinesischer Tischtennisspieler
- Xi, Jinping (* 1953), chinesischer PolitikerXi Jinping (* 1953)

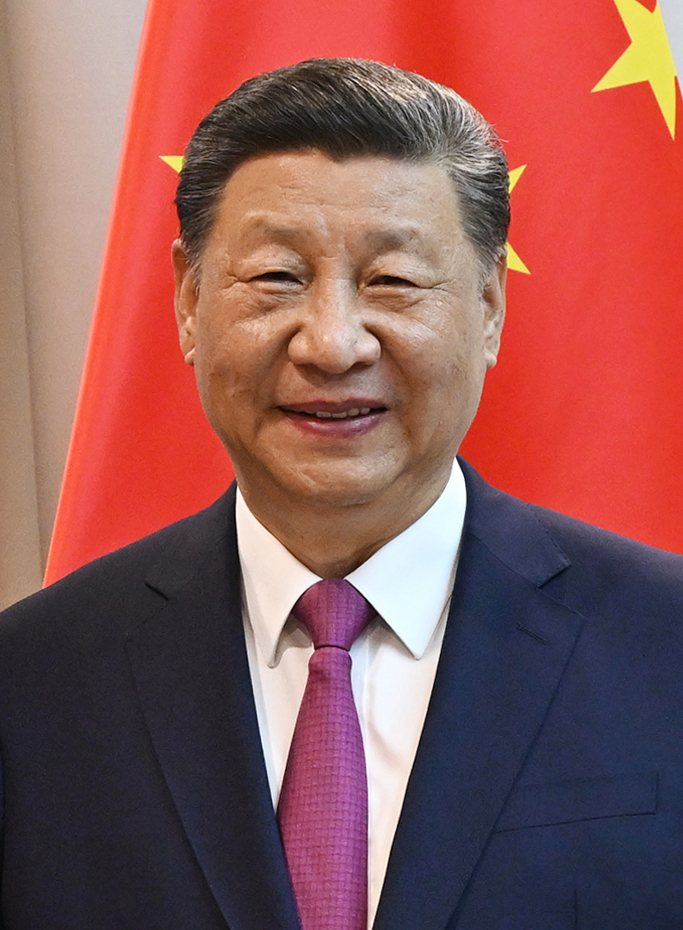
Xi Jinping (* 1953)

- Xi, Kang (223–262), chinesischer Dichter, Philosoph und Musiker
- Xi, Ming (* 1989), chinesisches Model
- Xi, Mingze (* 1992), chinesische Französistin, Psychologin und Tochter von Xi Jinping
- Xi, Mo, chinesische Konkubine
- Xi, Priyanka (* 1991), neuseeländische Schauspielerin
- Xi, Xiaoheng (* 1999), chinesischer Mittelstreckenläufer
- Xi, Zhongxun (1913–2002), chinesischer PolitikerXi Zhongxun (1913–2002)

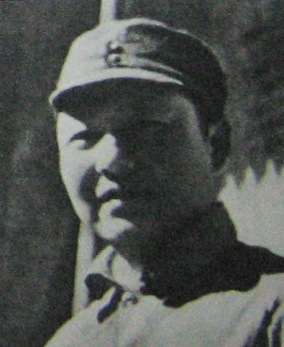
Xi Zhongxun (1913–2002)

- Xia Baolong (* 1952), chinesischer Politiker in der Volksrepublik China
- Xia Jingzong (1003–1048), chinesischer Kaiser
- Xia Peisu (1923–2014), chinesische Informatikerin und Hochschullehrerin
- Xia Shengrong (* 1994), chinesischer Eishockeytorwart
- Xia Tianxiang (* 1993), chinesischer Eishockeyspieler
- Xia, Changshi (1903–1996), chinesischer Architekt
- Xia, Huan (* 1988), chinesische Tennisspielerin
- Xia, Huan (* 1992), chinesische Badmintonspielerin
- Xia, Huang (* 1962), chinesischer Diplomat und UN-Sonderbeauftragter
- Xia, Jia (* 1984), chinesische Schriftstellerin
- Xia, Meng (1933–2016), chinesische Schauspielerin
- Xia, Wan (* 1981), chinesischer Skilangläufer
- Xia, Xinyi (* 1997), chinesische Beachvolleyballspielerin
- Xia, Xuanze (* 1979), chinesischer Badmintonspieler
- Xia, Yan (1900–1995), chinesischer Dramatiker, Drehbuchautor und Übersetzer
- Xia, Younan (* 1965), chinesisch-US-amerikanischer Chemiker
- Xia, Yuyu (* 1998), chinesische Langstreckenläuferin
- Xia, Zhihong (* 1962), chinesisch-US-amerikanischer Mathematiker
- Xiahou Dun (155–220), chinesischer General zur Zeit der Drei Reiche
- Xiahou En (167–208), General der Wei-Dynastie zur Zeit der Drei Reiche im alten China
- Xiahou Hui, chinesischer Offizier in der Wei-Dynastie zur Zeit der drei Reiche
- Xiahou Shang (185–225), chinesischer Soldat
- Xiahou, Ba, Kommandant der chinesischen Wei-Dynastie
- Xiahou, Jinxu (* 1990), chinesischer Opernsänger (Tenor)
- Xiahou, Mao, General der chinesischen Wei-Dynastie
- Xiahou, Wei, Offizier der chinesischen Wei-Dynastie
- Xiahou, Yang, chinesischer Mathematiker
- Xiahou, Yuan († 219), General unter Cao Cao
- Xian († 321 v. Chr.), Herrscher der chinesischen Zhou-Dynastie: der dreiundzwanzigste der Östlichen Zhou-Dynastie
- Xian (512–602), adelige Kriegerin vom Volk der Xian
- Xian Dongmei (* 1975), chinesische Judoka
- Xian Yifang (* 1977), französische Tischtennisspielerin
- Xian, Hui (* 1958), chinesische Politikerin
- Xian, Xinghai (1905–1945), chinesischer Komponist
- Xianfeng (1831–1861), Kaiser von ChinaXianfeng (1831–1861)

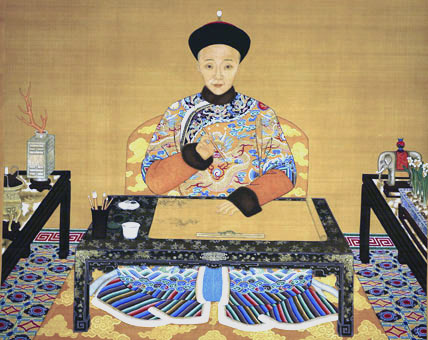
Xianfeng (1831–1861)

- Xiang, Name eines Königs der halblegendären Xia-Dynastie
- Xiang († 619 v. Chr.), achtzehnter König der chinesischen Zhou-Dynastie und der sechste der Östlichen Zhou
- Xiang Jia († 1402 v. Chr.), König von China der Shang-Dynastie
- Xiang Jingyu (1895–1928), chinesische Politikerin
- Xiang Meng (* 1981), deutsche Tischtennisspielerin und Physikerin
- Xiang Xudong (* 1995), chinesischer Eishockeyspieler
- Xiang Yanmei (* 1992), chinesische Gewichtheberin
- Xiang Yu (232 v. Chr.–202 v. Chr.), chinesischer General und Herrscher
- Xiang Zhongfa (1888–1931), Generalsekretär der Kommunistischen Partei Chinas (1928–1931)
- Xiang, Betti (* 1960), chinesische Erhuspielerin
- Xiang, Binxuan (* 2001), chinesische Synchronschwimmerin
- Xiang, Huaicheng (* 1939), chinesischer Politiker
- Xiang, Jing (* 1993), chinesisch-deutsche Schauspielerin
- Xiang, Peng (* 2003), chinesischer Tischtennisspieler
- Xiang, Songzuo (* 1965), chinesischer Wirtschaftswissenschaftler
- Xiang, Yan († 224 v. Chr.), chinesischer General
- Xiao, achter König der chinesischen Zhou-Dynastie
- Xiao Guodong (* 1989), chinesischer SnookerspielerXiao Guodong (* 1989)

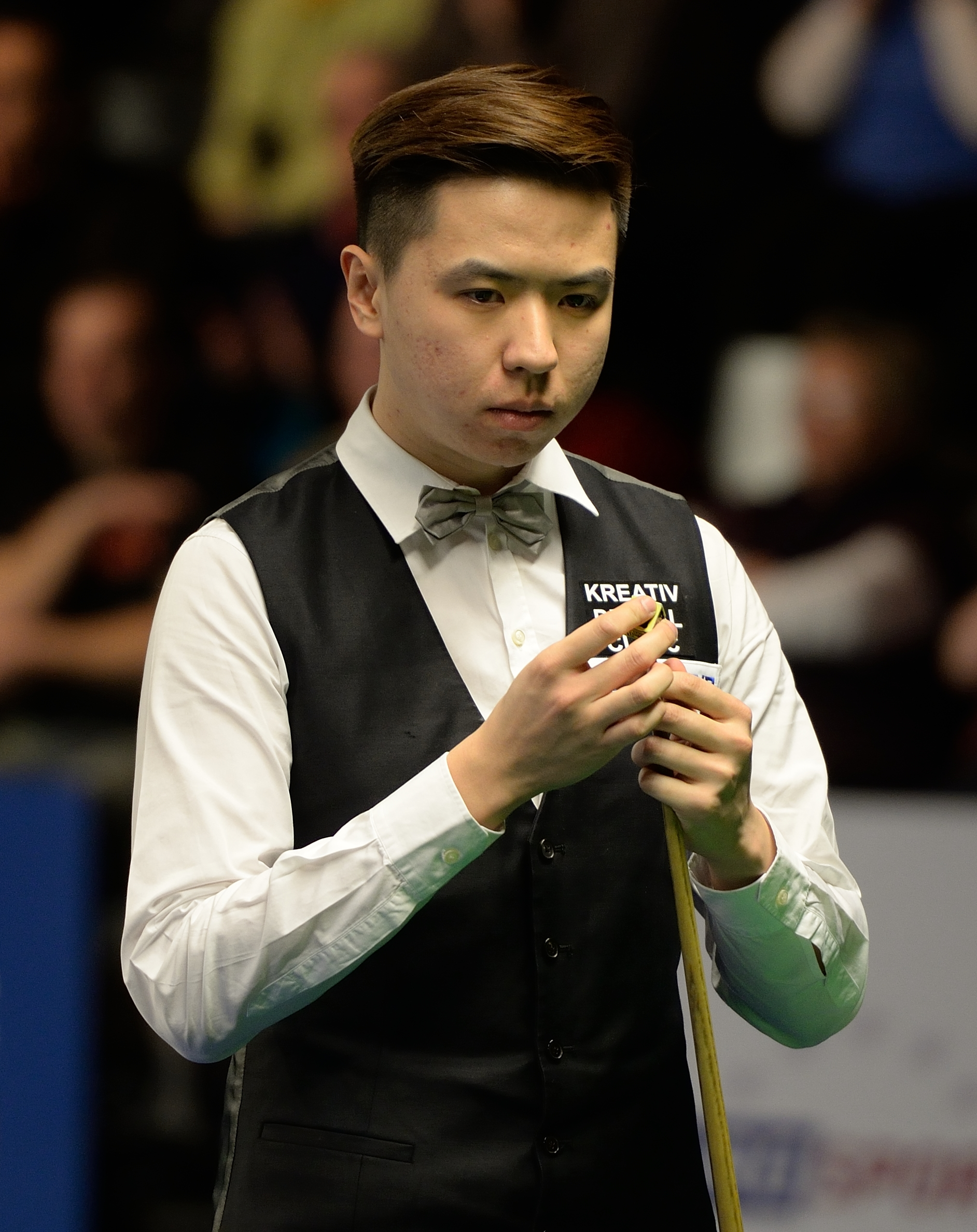
Xiao Guodong (* 1989)

- Xiao Hong (1911–1942), chinesische Schriftstellerin, Autorin von Romanen und Kurzgeschichten sowie Dichterin
- Xiao Jia, chinesischer König der Shang-Dynastie
- Xiao Jianguo, chinesischer Diplomat, Botschafter der VR China in Osttimor
- Xiao Jinguang (1903–1989), chinesischer General, Oberbefehlshaber der Marine
- Xiao Ke (1907–2008), chinesischer General
- Xiao Xin († 1353 v. Chr.), König der Shang-Dynastie
- Xiao Yaqing (* 1959), chinesischer Politiker
- Xiao Yi († 1325 v. Chr.), chinesischer König
- Xiao Yi Chun (1727–1775), Konkubine des chinesischen Kaisers Qianlong
- Xiao, Chaogui (1820–1852), Anführer des Taiping-Aufstands
- Xiao, Hailiang (* 1977), chinesischer Wasserspringer
- Xiao, Han (* 1994), chinesische Shorttrackerin
- Xiao, Hongyan (* 1965), chinesische Langstreckenläuferin
- Xiao, Jianhua (* 1972), chinesischer Unternehmer
- Xiao, Jiaruixuan (* 2002), chinesische Sportschützin
- Xiao, Jie (* 1957), chinesischer Politiker
- Xiao, Jun (* 1972), chinesischer Sportschütze
- Xiao, Junfeng (* 1979), chinesischer Kunstturner
- Xiao, Kaiyu (* 1960), chinesischer Schriftsteller
- Xiao, Luxi (* 1982), singapurische Badmintonspielerin
- Xiao, María (* 1994), portugiesisch-spanische Tischtennisspielerin
- Xiao, Qian (1910–1999), chinesischer Journalist und literarischer Übersetzer
- Xiao, Qiang, chinesischer Menschenrechtler
- Xiao, Qin (* 1985), chinesischer Geräteturner
- Xiao, Ruoteng (* 1996), chinesischer Kunstturner
- Xiao, Sa (* 1953), taiwanische Autorin
- Xiao, San (1896–1983), chinesischer Revolutionär und Dichter
- Xiao, Shuxian (1905–1991), chinesische Komponistin
- Xiao, Sun (* 1989), chinesische Schauspielerin
- Xiao, Xia (* 1991), chinesische Hürdenläuferin
- Xiao, Yang (1938–2019), chinesischer Jurist, Präsident des chinesischen Volksgerichtshofes
- Xiao, Yanning (* 1998), chinesische Synchronschwimmerin
- Xiao, Yuncong (1596–1673), chinesischer Dichter und Maler
- Xiao, Yuyi (* 1996), chinesische Fußballspielerin
- Xiao, Zhan (* 1991), chinesischer Schauspieler und Sänger
- Xiao, Zhen (* 1976), chinesische Fußballspielerin
- Xiao, Zhenghua (* 2002), chinesische Tennisspielerin
- Xiaolan Huangpu (* 1958), chinesischer Maler und Hochschullehrer
- Xiaomanyc (* 1990), amerikanischer YouTuber und PolyglottXiaomanyc (* 1990)

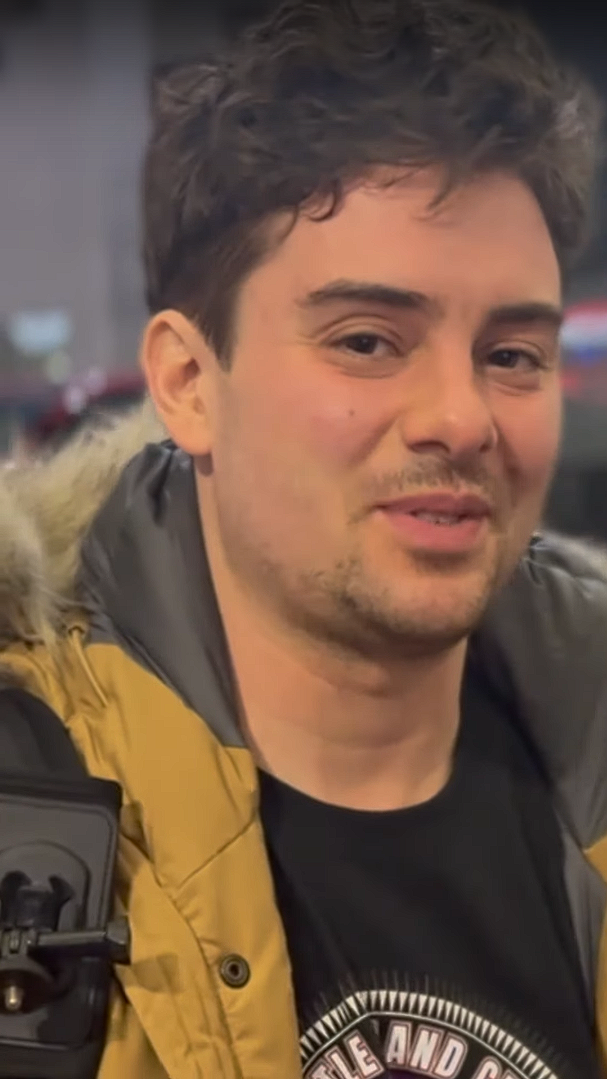
Xiaomanyc (* 1990)

- Xiaozheyi (1854–1875), Hauptfrau des chinesischen Kaisers Tongzhi
- Xiberta, Bartolomé (1897–1967), spanischer Theologe
- Xicoténcatl der Ältere († 1522), Kazike der Tlaxcalteken
- Xicoténcatl der Jüngere († 1521), militärischer Anführer der Tlaxcalteken
- Xicoténcatl, Felipe Santiago (1804–1847), mexikanischer General
- Xidoyatov, Abror (1900–1958), usbekisch-sowjetischer Theaterschauspieler und Filmschauspieler
- Xie, zehnter König der halblegendären Xia-Dynastie
- Xie Huilin (* 1975), chinesische Fußballspielerin
- Xie Jun (* 1970), chinesische Schachspielerin und Schachweltmeisterin
- Xie Ming (* 1982), chinesischer Eishockeytorwart
- Xie Qihua (* 1943), chinesische Ingenieurin und Unternehmerin
- Xie Xide (1921–2000), chinesische Physikerin und Hochschullehrerin
- Xie Xuren (* 1947), chinesischer Politiker, Finanzminister der Volksrepublik China (seit 2007)
- Xie, An (320–385), Herzog Wenjing von Luling (廬陵文靖公) und Staatsmann zur Zeit der Jin-Dynastie
- Xie, Chaojie (* 1965), chinesischer Tischtennisspieler
- Xie, Daoyun, chinesische Dichterin und Schriftstellerin der östlichen Jin-Dynastie
- Xie, Fangde (1226–1289), Literat der Zeit der Südlichen Song-Dynastie
- Xie, Fei (1913–2013), chinesische Politikerin
- Xie, Fuzhan (* 1954), chinesischer Politiker, Präsident der Chinesischen Akademie der Sozialwissenschaften
- Xie, Fuzhi (1909–1972), chinesischer Politiker und General
- Xie, Hui (* 1975), chinesischer Fußballspieler
- Xie, Jin (1923–2008), chinesischer Filmregisseur
- Xie, Jing (* 1990), chinesische Badmintonspielerin
- Xie, Juezai (1884–1971), chinesischer Jurist, Präsident des chinesischen Volksgerichtshofes
- Xie, Lihua (* 1965), chinesische Langstreckenläuferin
- Xie, Lijun, chinesische Fußballschiedsrichterassistentin
- Xie, Limei (* 1986), chinesische Leichtathletin
- Xie, Lingyun (385–433), chinesischer Dichter
- Xie, Nanxing (* 1970), chinesischer Künstler
- Xie, Saike (* 1961), chinesischer Tischtennisspieler
- Xie, Sainan (* 1986), chinesische Mittelstreckenläuferin
- Xie, Shiguang (1917–2005), chinesischer, römisch-katholischer Bischof von Mingdong
- Xie, Siyi (* 1996), chinesischer Wasserspringer
- Xie, Wenjun (* 1990), chinesischer Hürdenläufer
- Xie, Xiaoliang Sunney (* 1962), chinesischer Biochemiker und Hochschullehrer
- Xie, Xingfang (* 1981), chinesische Badmintonspielerin
- Xie, Xuehong (1901–1970), taiwanische Politikerin und Frauenrechtlerin
- Xie, Xuejing (1923–2017), chinesischer Geochemiker
- Xie, Yan, chinesisch-lesothischer Unternehmer
- Xie, Yangchun (* 1974), chinesischer Badmintonspieler
- Xie, Yanze (* 1984), chinesische Tennisspielerin
- Xie, You (* 1958), deutscher Journalist und Schriftsteller
- Xie, Yu (* 2000), chinesischer Sportschütze
- Xie, Zhenhua (* 1949), chinesischer Klimapolitiker und -diplomat
- Xie, Zhenye (* 1993), chinesischer Sprinter
- Xie, Zhiyu (* 2000), chinesischer Hürdenläufer
- Xie, Zhongbo (* 1983), chinesischer Badmintonspieler
- Xie, Zongxiang (1852–1930), chinesischer Kampfkunstmeister
- Xifo, Raymond (* 1942), US-amerikanischer Film- und Theater-Schauspieler
- Xilent (* 1989), polnischer Dubstep-, Electro-House- und Drum-&-Bass-Produzent
- Xilko, Yekaterina (* 1982), usbekische Trampolinturnerin
- Xilonen, Aura (* 1995), mexikanische Schriftstellerin
- Ximen Bao, chinesischer Minister und Wasserbauingenieur
- Ximenes Belo, Carlos Filipe (* 1948), osttimoresischer Geistlicher, Friedensnobelpreisträger und ehemaliger Bischof in Osttimor
- Ximenes de Texada, Francisco (1703–1775), 69. Großmeister des Malteserordens
- Ximenes, Abel (* 1950), osttimoresischer Freiheitskämpfer und Politiker
- Ximenes, Adalgisa (* 1968), osttimoresische Diplomatin und Politikerin
- Ximenes, Agueda (* 1996), osttimoresische Fußballspielerin
- Ximenes, Agustinho Boavide, osttimoresischer Chef einer pro-indonesischen Miliz
- Ximenes, Américo (* 1953), osttimoresischer Freiheitskämpfer und Offizier
- Ximenes, António (* 1952), osttimoresischer Politiker
- Ximenes, António Manuel (1983–2016), osttimoresischer Fußballspieler
- Ximenes, Aurora (* 1955), osttimoresische Politikerin
- Ximenes, Caetano Lopes (1954–2023), osttimoresischer Unabhängigkeitsaktivist
- Ximenes, Cidália Mesquita (* 1975), osttimoresische Politikerin
- Ximenes, Cláudio de Jesus, Präsident des Tribunal de Recurso, Osttimors höchstem Gericht
- Ximenes, Cornélio (* 1952), osttimoresischer Freiheitskämpfer und Offizier
- Ximenes, Cristina Borges da Costa Tilman (* 1945), osttimoresische Unabhängigkeitsaktivistin
- Ximenes, David (* 1953), osttimoresischer Politiker
- Ximenes, Eduardo, osttimoresischer Politiker
- Ximenes, Ettore (1855–1926), italienischer Bildhauer
- Ximenes, Expedito Loro Dias (* 1959), osttimoresischer Journalist
- Ximenes, Gabriel (1956–2009), osttimoresischer Politiker
- Ximenes, Isabel Maria Barreto Freitas (* 1980), osttimoresische Politikerin
- Ximenes, José da Costa (* 1971), osttimoresischer Richter und Generalstaatsanwalt
- Ximenes, José Maria, osttimoresischer Journalist
- Ximenes, Judite Dias (* 1968), osttimoresische Politikerin
- Ximenes, Manuel Delgado, osttimoresischer Adliger
- Ximenes, Marçal Avelino, osttimoresischer Hochschullehrer, Politiker und Diplomat
- Ximenes, Marcelino, osttimoresischer Soldat
- Ximenes, Maria Isabel de Jesus, osttimoresische Politikerin
- Ximenes, Mariana (* 1981), brasilianische Schauspielerin
- Ximenes, Mariana Dias (* 1983), osttimoresische Marathonläuferin und Olympiateilnehmerin
- Ximenes, Mário, osttimoresischer Politiker
- Ximenes, Noé da Silva (* 1969), osttimoresischer Politiker
- Ximenes, Rosalina (* 1963), osttimoresische Politikerin
- Ximenes, Sebastião Dias, osttimoresischer Politiker, Beamter und Menschenrechtler
- Ximenes, Valentim (* 1966), osttimoresischer Politiker und Hochschullehrer
- Ximénez, Alfredo (1930–2012), uruguayischer Mammaloge
- Ximénez, Francisco (1666–1721), spanischer Dominikaner und Historiker
- Ximénez, Miguel (* 1977), uruguayischer Fußballspieler
- Xin Qiji (1140–1207), chinesischer Dichter, Kalligraph und General
- Xin Zhui, chinesische MumieXin Zhui

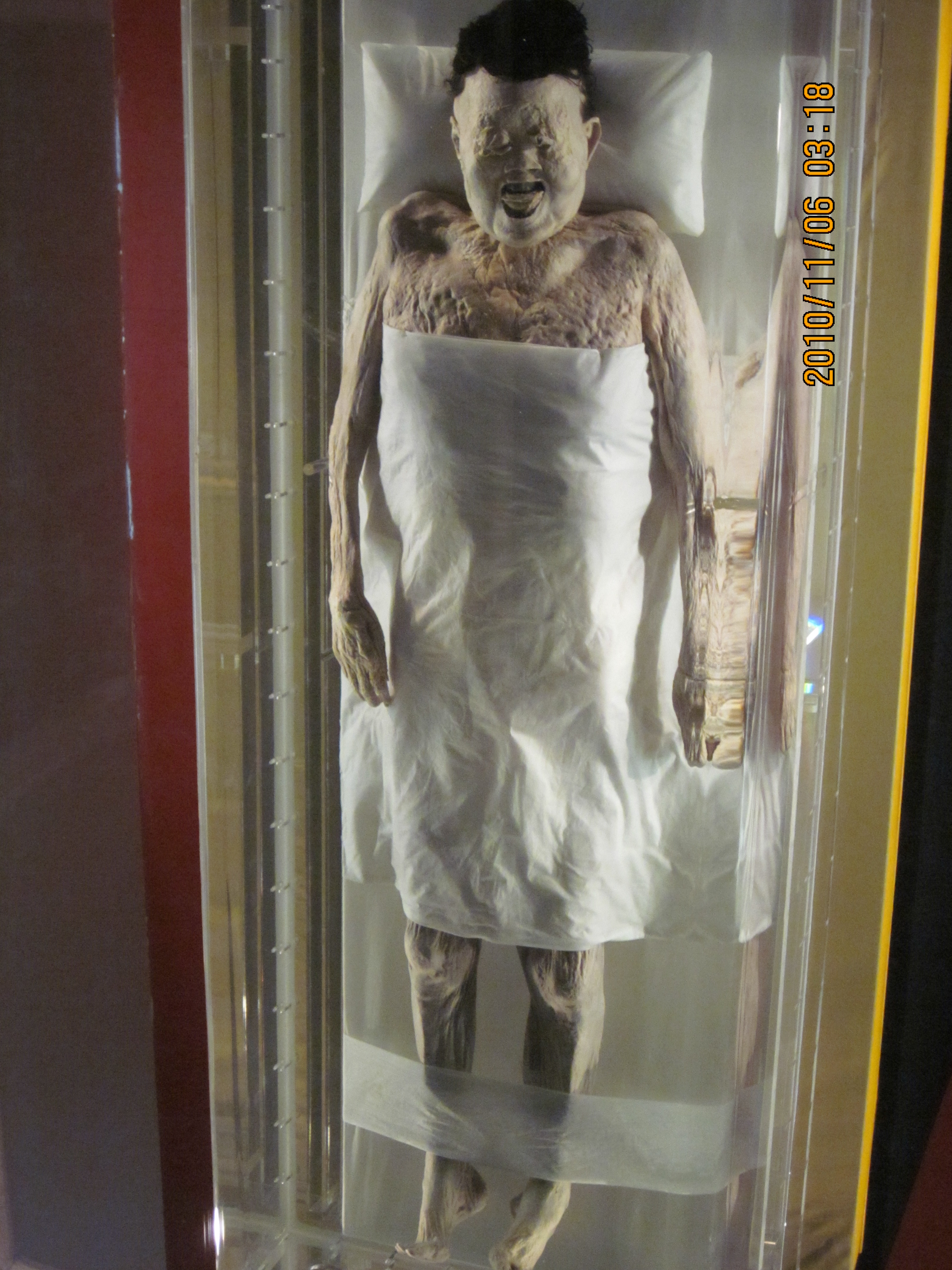
Xin Zhui

- Xin, Qingshan (* 1960), chinesischer Shorttrack- und Eisschnelllauftrainer
- Xin, Yuan (* 1995), chinesische Tennisspielerin
- Xindl X (* 1979), tschechischer Sänger und Songwriter
- Xing Huina (* 1984), chinesische Langstreckenläuferin und Olympiasiegerin
- Xing Wenzhi, Joseph (* 1963), chinesischer Geistlicher, Weihbischof im Bistum Shanghai
- Xing Zihao (* 2004), chinesischer Snookerspieler
- Xing, Aihua (* 1978), chinesische Eisschnellläuferin
- Xing, Aiying (* 1989), singapurische Badmintonspielerin chinesischer Herkunft
- Xing, Aowei (* 1982), chinesischer Kunstturner
- Xing, Bing (932–1010), chinesischer konfuzianischer Gelehrter und Kommentator
- Xing, Han (* 1989), kongolesische Tischtennisspielerin
- Xing, Jialiang (* 2001), chinesischer Kugelstoßer
- Xing, Lin (* 1979), chinesische Triathletin
- Xinran (* 1958), chinesisch-britische Schriftstellerin
- Xiol Marchal, Juan (1921–1977), spanischer Filmregisseur und Drehbuchautor
- Xiong Zhaozhong (* 1982), chinesischer Boxer
- Xiong, Foxi (1900–1965), chinesischer Dramatiker und Theaterpädagoge
- Xiong, Guobao (* 1962), chinesischer Badmintonspieler
- Xiong, Jeffery (* 2000), US-amerikanischer Schachspieler
- Xiong, Mengjing (* 1994), chinesische Badmintonspielerin
- Xiong, Ni (* 1974), chinesischer Wasserspringer
- Xiong, Rui (* 1993), chinesische Badmintonspielerin
- Xiong, Shili (1885–1968), chinesischer Philosoph
- Xiong, Shiqi (* 2004), chinesische Weitspringerin
- Xiong, Yan (* 1964), chinesischer Dissident
- Xiong, Zi (* 1976), chinesische Volleyball- und Beachvolleyballspielerin
- Xiques, Ed (1939–2020), US-amerikanischer Jazzmusiker (Baritonsaxophon)
- Xirgu, David (* 1963), spanischer Jazzmusiker (Schlagzeug)
- Xirgu, Margarita (1888–1969), spanische Schauspielerin
- Xirimbimbi, Salomão, angolanischer Politiker
- Xirinacs i Damians, Lluís Maria (1932–2007), spanischer katalanischer Senator, Priester und Unabhängigkeitsaktivist
- Xirolivaditis, Liolios (1783–1860), griechischer Armatole und Freiheitskämpfer der Griechischen Revolution (1821)
- Xisco (* 1980), spanischer Fußballspieler und -trainer
- Xisco (* 1986), spanischer Fußballspieler
- Xiu Zelan (1925–2016), taiwanische Architektin
- Xiu, Francisco Montejo, Halach Hunik von Mani
- Xiu, Haitao (1957–2021), deutscher Verleger, Journalist, Schriftsteller und Unternehmer
- Xiu, Xiu (* 1987), chinesische Moderne Fünfkämpferin

### Xo
- Xochiquentzin, Pablo († 1536), Gouverneur und cuauhtlato in Tenochtitlán
- Xochitl, toltekische Herrscherin und Frau von Tecpancaltzin Iztaccaltzin
- Xoʻjayev, Fayzulla (1896–1938), usbekischer Politiker
- Xoʻjayev, Jamshid (* 1979), usbekischer Finanzier und Politiker
- Xoʻjayev, Suhrob (* 1993), usbekischer Hammerwerfer tadschikischer Herkunft
- Xolawawa, Céline (* 1990), neukaledonische Fußballspielerin
- Xoldorov, Iqboljon (* 1997), usbekischer Amateurboxer im Halbweltergewicht
- Xoldorova, Sobira (1907–1984), usbekische Journalistin
- Xolliyeva, Xurshidabonu (* 2001), usbekische Hürdenläuferin
- Xolmatov, Diyor (* 2002), usbekischer Fußballspieler
- Xolmurodov, Murodjon (* 1982), usbekischer Straßenradrennfahrer
- Xonia (* 1989), rumänische Sängerin, Songschreiberin, Schauspielerin und Tänzerin
- Xonti, Sisonke, südafrikanischer Jazzmusiker (Saxophon, Komposition)
- Xoşewîst (* 1987), politischer Aktivist und Dichter
- XOV (* 1985), iranisch-schwedischer Musiker
- Xoxe, Koçi (1911–1949), albanischer PolitikerKoçi Xoxe (1911–1949)

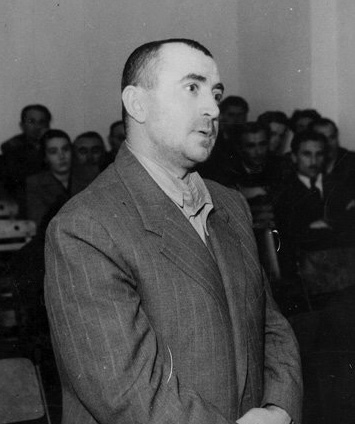
Koçi Xoxe (1911–1949)

- Xoyski, Fətəli Xan (1875–1920), aserbaidschanischer Politiker und erster Premierminister seines Landes

### Xq
- xQc (* 1995), französisch-kanadischer Twitch-Streamer und E-SportlerXQc (* 1995)

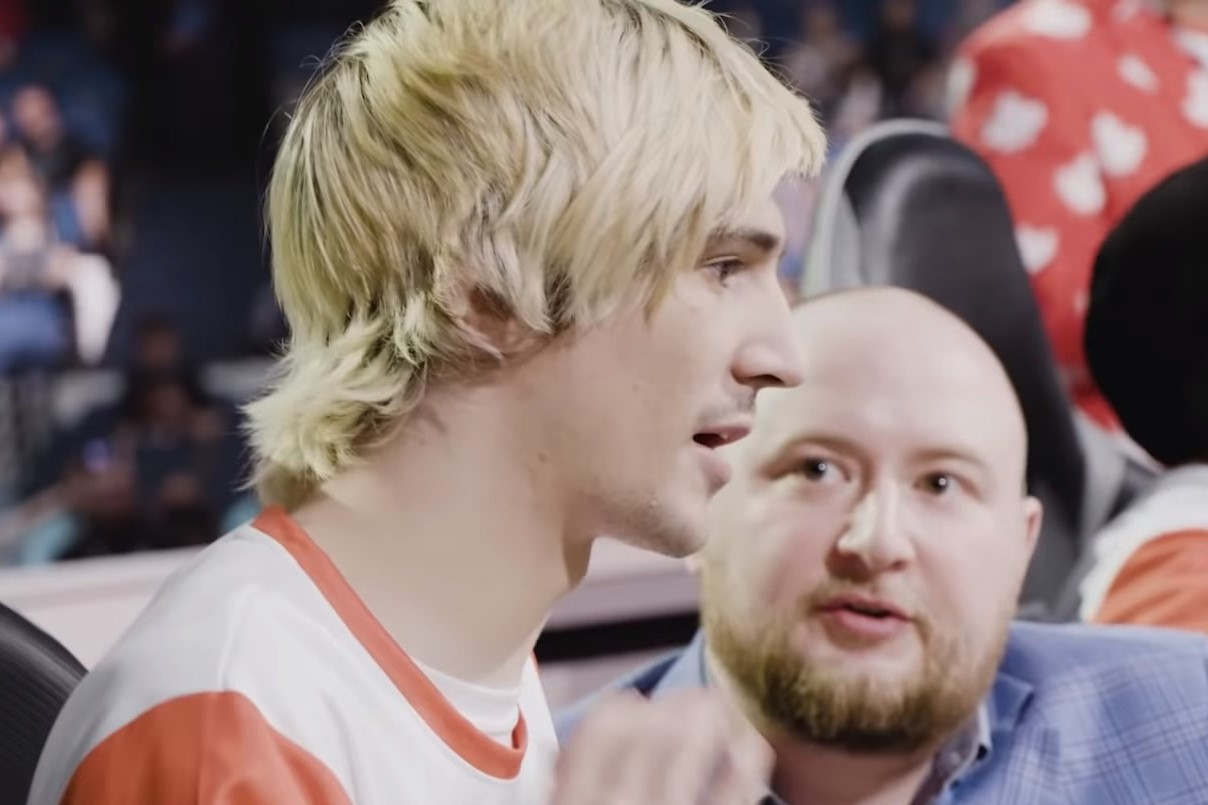
XQc (* 1995)

### Xu
- Xu Bing (* 1955), chinesischer Konzeptkünstler und Hochschullehrer
- Xu Chenhao (* 1995), chinesischer Tischtennisspieler
- Xu Chu, Leibwächter von Cao Cao
- Xu Da (1332–1385), chinesischer General der Ming-Dynastie
- Xu Demei (* 1967), chinesische Speerwerferin
- Xu Dishan (1893–1941), chinesischer Schriftsteller, Gelehrter und Religionswissenschaftler
- Xu Dongxiang (* 1983), chinesische Ruderin
- Xu Fei (* 1994), chinesische Ruderin
- Xu Fengxia (* 1963), chinesische Musikerin
- Xu Gang (* 1984), chinesischer Radrennfahrer
- Xu Haidong (* 2000), chinesischer Tischtennisspieler
- Xu Haiyan (* 1984), chinesische Ringerin
- Xu Huang (169–227), General der Wei-Dynastie
- Xu Huang (1914–1984), chinesischer Diplomat
- Xu Hui (627–650), chinesische Schriftstellerin
- Xu Jie (* 1982), chinesisch-polnische Tischtennisspielerin
- Xu Jiwei, Anton (1935–2016), chinesischer Geistlicher, Bischof von Taizhou
- Xu Lei (* 1963), chinesischer Maler und Kunstdirektor
- Xu Li (* 1989), chinesische Ringerin
- Xu Lili (* 1988), chinesische Judoka
- Xu Nannan (* 1978), chinesische Freestyle-Skisportlerin
- Xu Shen, Autor des Shuowen Jiezi, des ersten Wörterbuchs in chinesischer Schrift
- Xu Sheng († 225), General der Wu-Dynastie zur Zeit der Drei Reiche im alten China
- Xu Shiyan (* 1997), chinesische Judoka
- Xu Shiyou (1905–1985), chinesischer Politiker und General (Volksrepublik China)
- Xu Shousheng (1953–2020), chinesischer Politiker in der Volksrepublik China
- Xu Si (* 1998), chinesischer Snookerspieler
- Xu Wei (1521–1593), chinesischer Maler, Dichter und Dramatiker
- Xu Xilin (1873–1907), chinesischer Revolutionsführer in der späten Qing-Dynastie
- Xu Yan (* 1981), chinesische Judoka
- Xu Zhixuan, Joseph (1916–2008), chinesischer Geistlicher, römisch-katholischer Bischof von Wanzhou, China
- Xu, Annabelle (* 2004), kanadische Tennisspielerin
- Xu, Annie (* 1999), US-amerikanische Badmintonspielerin
- Xu, Anqi (* 1992), chinesische Degenfechterin
- Xu, Barbie (1976–2025), taiwanische Schauspielerin und Sängerin
- Xu, Bei (* 1983), chinesische Weitspringerin
- Xu, Beihong (1895–1953), chinesischer Maler
- Xu, Bing Xin (* 1985), spanisch-chinesische Badmintonspielerin
- Xu, Caihou (1943–2015), chinesischer General und Politiker
- Xu, Can (* 1994), chinesischer Boxer im Federgewicht
- Xu, Chao (1994–2024), chinesischer Bahnradsportler
- Xu, Chen (* 1984), chinesischer Badmintonspieler
- Xu, Chenyang (* 1981), chinesischer Mathematiker
- Xu, Chris (* 1969), kanadische Tischtennisspielerin
- Xu, Chris (* 1984), chinesisch-singapurischer Unternehmer
- Xu, Daolin (1907–1973), chinesischer Jurist
- Xu, Dazhe (* 1956), chinesischer Luftfahrtingenieur und Politiker
- Xu, Fan (* 1967), chinesische Schauspielerin
- Xu, Fu (* 255 v. Chr.), chinesischer Entdecker, Gelehrter und Magier am chinesischen KaiserhofXu Fu (* 255 v. Chr.)

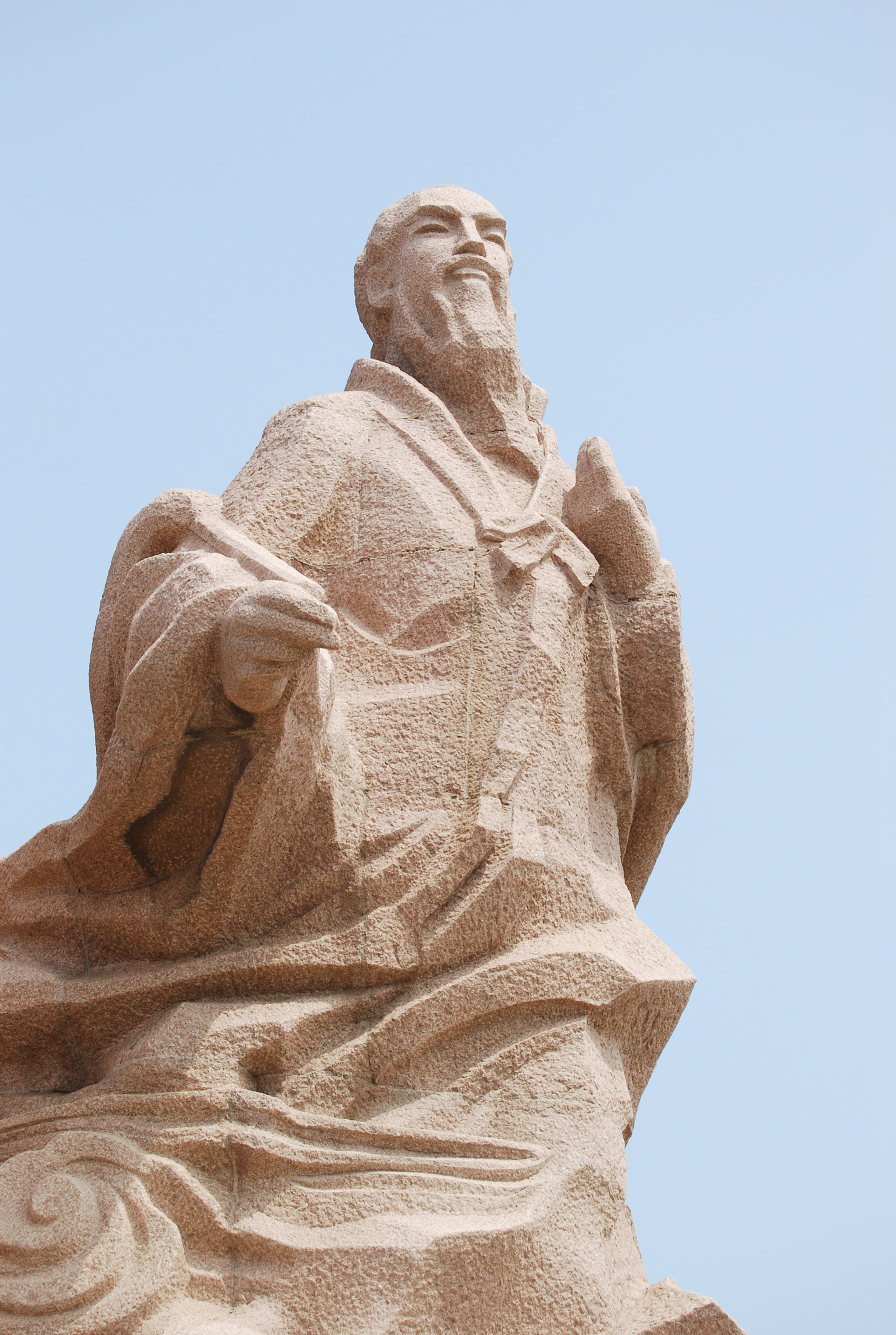
Xu Fu (* 255 v. Chr.)

- Xu, Fu (* 1995), chinesischer Shorttracker
- Xu, Guangjian (1931–2022), chinesischer Jurist, Richter am Internationalen Seegerichtshof
- Xu, Guangqi (1562–1633), Gelehrter und Minister der Ming-Dynastie, bedeutender katholischer Konvertit
- Xu, Guanhua (* 1941), chinesischer Forstwissenschaftler und Politiker
- Xu, Haifeng (* 1958), chinesischer Sportschütze und erster Olympiasieger Chinas (1984)
- Xu, Haiyang (* 1995), chinesischer Sprinter
- Xu, Hongzhi (* 1996), chinesischer Shorttracker
- Xu, Huaiwen (* 1975), deutsch-chinesische Badmintonspielerin
- Xu, Huan (* 1999), chinesische Fußballtorhüterin
- Xu, Huiqin (* 1993), chinesische Stabhochspringerin
- Xu, Jialu (* 1937), chinesischer Politiker, Literaturwissenschaftler und Hochschullehrer
- Xu, Jialu (* 2000), chinesische Sprinterin
- Xu, Jiang (* 1955), chinesischer Künstler
- Xu, Jiao (* 1997), chinesische Schauspielerin
- Xu, Jiatun (1916–2016), chinesischer Politiker
- Xu, Jiayin (* 1958), chinesischer Unternehmer
- Xu, Jiayu (* 1995), chinesischer Schwimmer
- Xu, Jiayu (* 2003), chinesische Tennisspielerin
- Xu, Jing (* 1968), chinesisch-taiwanische Tischtennisspielerin
- Xu, Jing (* 1990), chinesische Bogenschützin
- Xu, Jingcheng (1845–1900), kaiserlich chinesischer Diplomat
- Xu, Jinglei (* 1974), chinesische Schauspielerin
- Xu, Junchao (* 1988), chinesischer Tennisspieler
- Xu, Ke (1869–1928), chinesischer Schriftsteller und Publizist
- Xu, Kerry (* 1999), US-amerikanische Badmintonspielerin
- Xu, Kuangdi (* 1937), chinesischer Politiker
- Xu, Liangying (1920–2013), chinesischer Physiker und Dissident
- Xu, Lijia (* 1987), chinesische Seglerin
- Xu, Linyin (* 1986), chinesischer Beachvolleyballspieler
- Xu, Lizhi (1990–2014), chinesischer Wanderarbeiter, Blogger, Filmkritiker und Lyriker
- Xu, Mengtao (* 1990), chinesische Freestyle-Skisportlerin
- Xu, Mingfu (* 1997), chinesischer Skirennläufer
- Xu, Mingge (* 2007), britische TennisspielerinMingge Xu (* 2007)

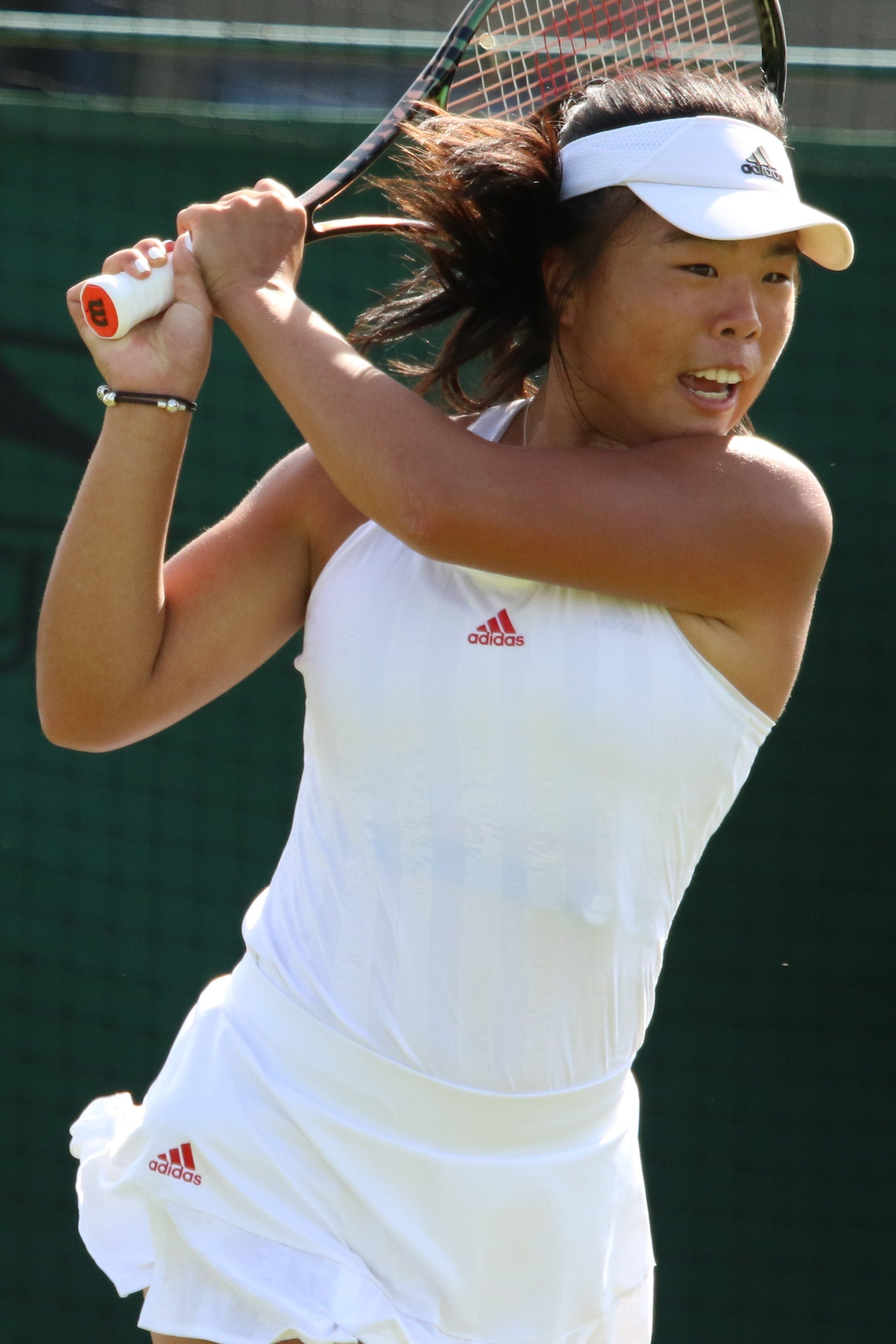
Mingge Xu (* 2007)

- Xu, Nuo (* 1996), chinesische Freestyle-Skisportlerin
- Xu, Pei (* 1966), deutsch-chinesische Schriftstellerin, Lyrikerin und Politaktivistin
- Xu, Qiliang (1950–2025), chinesischer Politiker
- Xu, Qin (* 1961), chinesischer Politiker
- Xu, Qinjun (1911–2001), chinesischer Literaturwissenschaftler
- Xu, Rong (* 1958), chinesische Badmintonspielerin, später für Australien startend
- Xu, Rongmao (* 1950), chinesischer Unternehmer
- Xu, Shaoshi (* 1951), chinesischer Politiker
- Xu, Shichang (1855–1939), chinesischer Politiker
- Xu, Shilin (* 1998), chinesische Tennisspielerin
- Xu, Shixiao (* 1992), chinesische Kanutin
- Xu, Shuangshuang (* 1996), chinesische Leichtathletin
- Xu, Shuzheng (1880–1925), chinesischer Warlord während der Warlord-Ära
- Xu, Sicun (* 1992), chinesische Freestyle-Skisportlerin
- Xu, Tiantian (* 1975), chinesische Architektin
- Xu, Tingting (* 1989), chinesische Leichtathletin
- Xu, Wang (* 1990), chinesischer Marathonläufer
- Xu, Wenli (* 1943), chinesischer Dissident
- Xu, Wenlong (* 1987), chinesischer Skilangläufer
- Xu, Xiake (1586–1641), chinesischer Geograph und Schriftsteller
- Xu, Xiangqian (1901–1990), chinesischer Politiker und Militär
- Xu, Xiaofei (* 1982), chinesischer Fußballspieler
- Xu, Xiaojia, chinesische Cellistin
- Xu, Xiaoling (* 1992), chinesische Weitspringerin
- Xu, Xiaolong (* 1992), chinesischer Dreispringer
- Xu, Xiaoming (* 1984), chinesischer Curler
- Xu, Xin (* 1990), chinesischer TischtennisspielerXu Xin (* 1990)

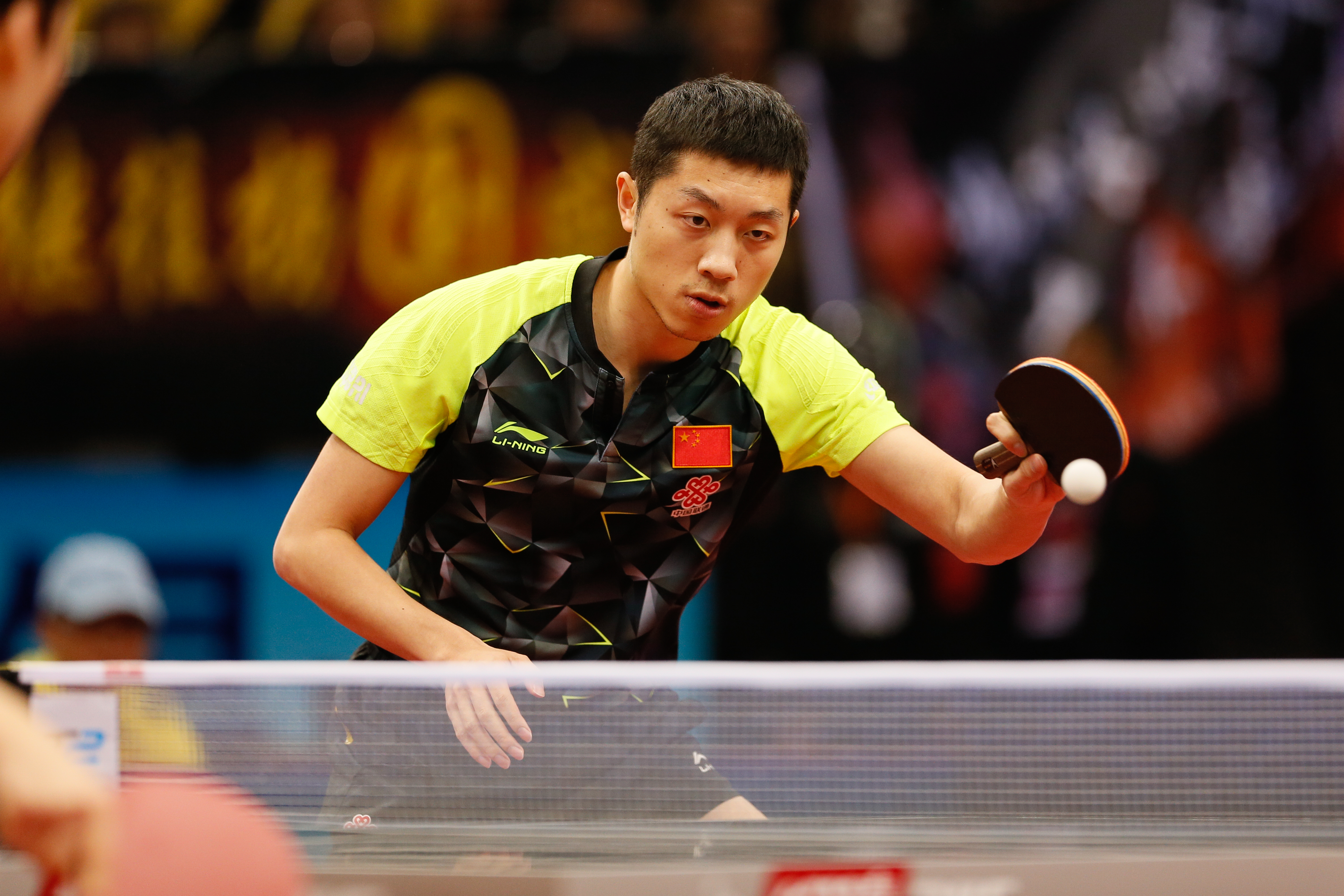
Xu Xin (* 1990)

- Xu, Xing (* 1969), chinesischer Paläontologe
- Xu, Xun (239–374), chinesischer Daoist
- Xu, Yangyang (* 1986), chinesisch-US-amerikanischer Klimafolgenforscher
- Xu, Yanmei (* 1971), chinesische Wasserspringerin
- Xu, Yichen (* 1986), chinesischer Snookerspieler
- Xu, Yifan (* 1988), chinesische Tennisspielerin
- Xu, Yingbin (* 2001), chinesischer Tischtennisspieler
- Xu, Yinghui (* 1989), chinesische Biathletin und Skilangläuferin
- Xu, Yinsheng (* 1938), chinesischer Tischtennisspieler
- Xu, Youyu (* 1947), chinesischer Philosoph und Dissident
- Xu, Yuanchong (1921–2021), chinesischer Übersetzer
- Xu, Yuanyuan (* 1981), chinesische Schachspielerin
- Xu, Yue, chinesischer Mathematiker
- Xu, Yuhua (* 1976), chinesische Schachspielerin und Schachweltmeisterin
- Xu, Yunli (* 1987), chinesische Volleyballspielerin
- Xu, Zechen (* 1978), chinesischer Schriftsteller
- Xu, Zengcai (* 1961), chinesischer Tischtennisspieler
- Xu, Zhangrun (* 1962), chinesischer Rechtswissenschaftler und Dissident
- Xu, Zhimo (1897–1931), chinesischer Schriftsteller
- Xu, Zhiyong (* 1973), chinesischer Hochschullehrer und Jurist
- Xu, Zhouzheng (* 1995), chinesischer Sprinter
- Xu, Zhuoyi (* 2003), chinesischer Hürdenläufer
- Xu, Zongze (1886–1947), chinesischer jesuitischer Theologe und Kirchenhistoriker
- Xu-Holland, Augusta (* 1991), neuseeländische Schauspielerin
- Xuan († 782 v. Chr.), König der Zhou-Dynastie
- Xuan, Chuan (* 1982), chinesischer Badmintonspieler
- Xuan, Dajun (* 1998), chinesischer Sprinter
- Xuân, Thủy (1912–1985), vietnamesischer Politiker
- Xuan, Trinh (1936–1991), vietnamesischer Schriftsteller, Journalist und Dramaturg
- Xuande (1399–1435), chinesischer Kaiser der Ming-Dynastie
- Xuanzang († 664), chinesisch-buddhistischer PilgermönchXuanzang († 664)

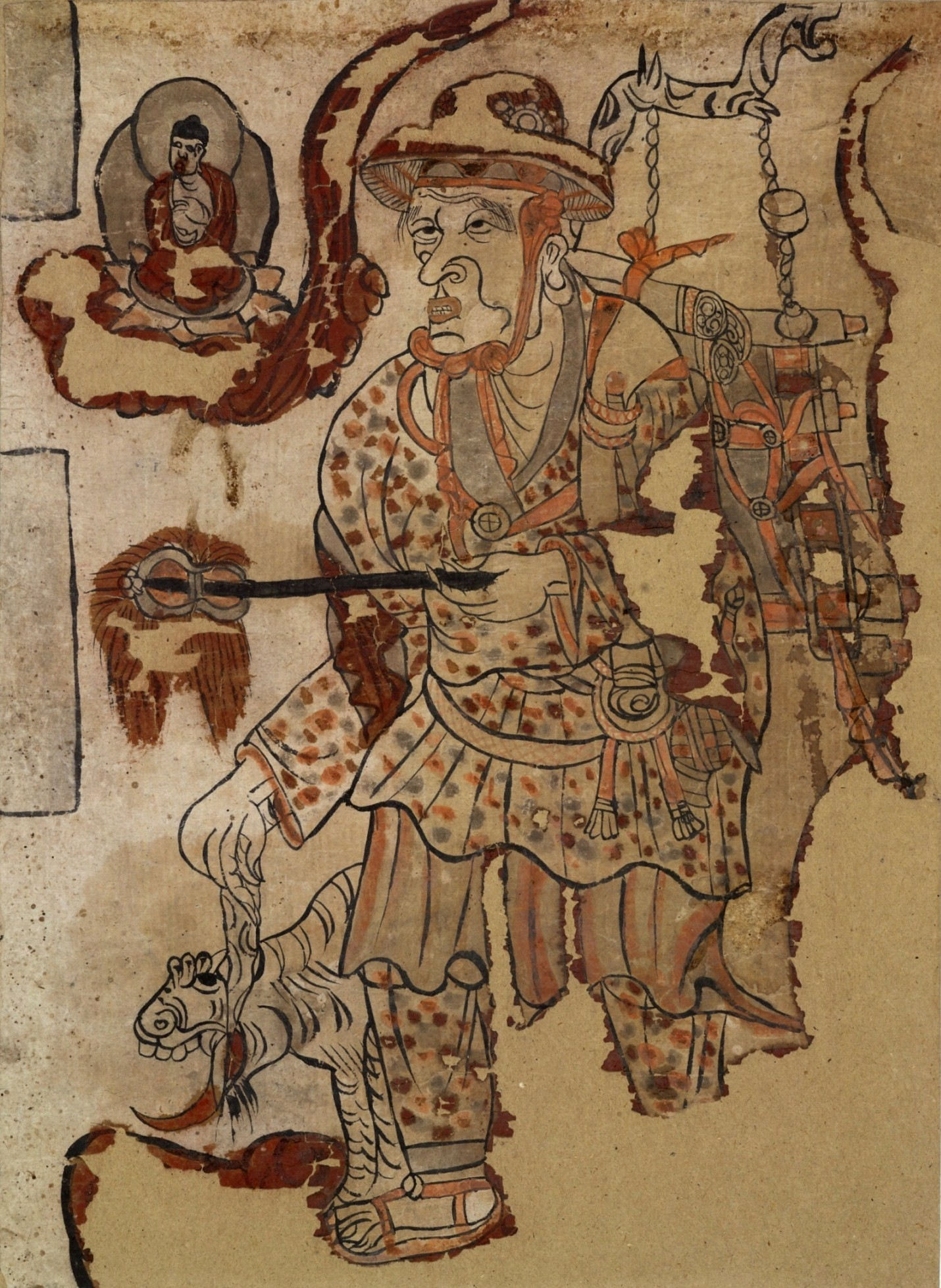
Xuanzang († 664)

- Xubbiyeva, Goʻzal (* 1976), usbekische Sprinterin
- Xudoyberdiyeva, Halima (1947–2018), usbekische Dichterin
- Xudoyorova, Roksana (* 2001), usbekische Weit- und Dreispringerin
- Xue Song (* 1994), chinesischer Badmintonspieler
- Xue, Changrui (* 1991), chinesischer Stabhochspringer
- Xue, Chen (* 1989), chinesische Beachvolleyballspielerin
- Xue, Fei (* 1989), chinesische Mittelstreckenläuferin
- Xue, Fei (* 1999), chinesischer Tischtennisspieler
- Xue, Fucheng (1838–1894), chinesischer Gesandter im Europa
- Xue, Haifeng (* 1980), chinesischer Bogenschütze
- Xue, Hanqin (* 1955), chinesische Juristin und Richterin am Internationalen Gerichtshof
- Xue, Juan (* 1986), chinesische Speerwerferin
- Xue, Mingxing (* 1982), chinesischer Straßenradrennfahrer
- Xue, Qikun (* 1963), chinesischer Physiker
- Xue, Yue (1896–1998), chinesischer Offizier, zuletzt General
- Xue, Zhiwen (* 2003), chinesischer Eisschnellläufer
- Xuebin, Matthew Zhen (* 1970), chinesischer Geistlicher
- Xuecheng (* 1966), chinesischer buddhistischer Gelehrter
- Xuereb, Aaron (* 1979), maltesischer Fußballspieler
- Xuereb, Alfred (* 1958), maltesischer Geistlicher, Erzbischof und Diplomat des Heiligen Stuhls
- Xuereb, Daniel (* 1959), französischer Fußballspieler und -trainer
- Xuereb, Emma (* 1992), maltesische Fußballspielerin
- Xuereb, Giovanni (* 1964), maltesischer Diplomat
- Xuereb, Paul (1923–1994), maltesischer Politiker, Präsident von Malta
- Xuereb, Peter George (* 1954), maltesisch-britischer Jurist, Richter am Europäischen Gerichtshof
- Xuereb, Raymond (* 1952), maltesischer Fußballspieler
- Xuereb, Salvator (* 1965), US-amerikanischer Schauspieler
- Xulu, Siyanda (* 1991), südafrikanischer Fußballspieler
- Xulu, Zinzi (* 1996), südafrikanische Weit- und Dreispringerin
- Xuluflu, Vəli (1894–1937), aserbaidschanisch-sowjetischer Schriftsteller, Literaturwissenschaftler, Orientalist, Philologe und Publizist
- Xuma, Alfred Bitini (1893–1962), südafrikanischer Politiker und Vorsitzender des ANC
- Xuma, Madie Beatrice Hall (1894–1982), US-amerikanische Pädagogin und Antiapartheidskämpferin
- Xun, Fangying (* 1995), chinesische Tennisspielerin
- Xunzi, chinesischer Philosoph in der Zeit der Streitenden Reiche
- Xurramov, Muhammadkarim (* 1997), usbekischer Judoka
- Xusanov, Abduqodir (* 2004), usbekischer Fußballspieler
- Xuxa (* 1963), brasilianische und italienische Fernsehmoderatorin, Schauspielerin und Sängerin

### Xx
- XXXTentacion (1998–2018), US-amerikanischer Rapper und SängerXXXTentacion (1998–2018)

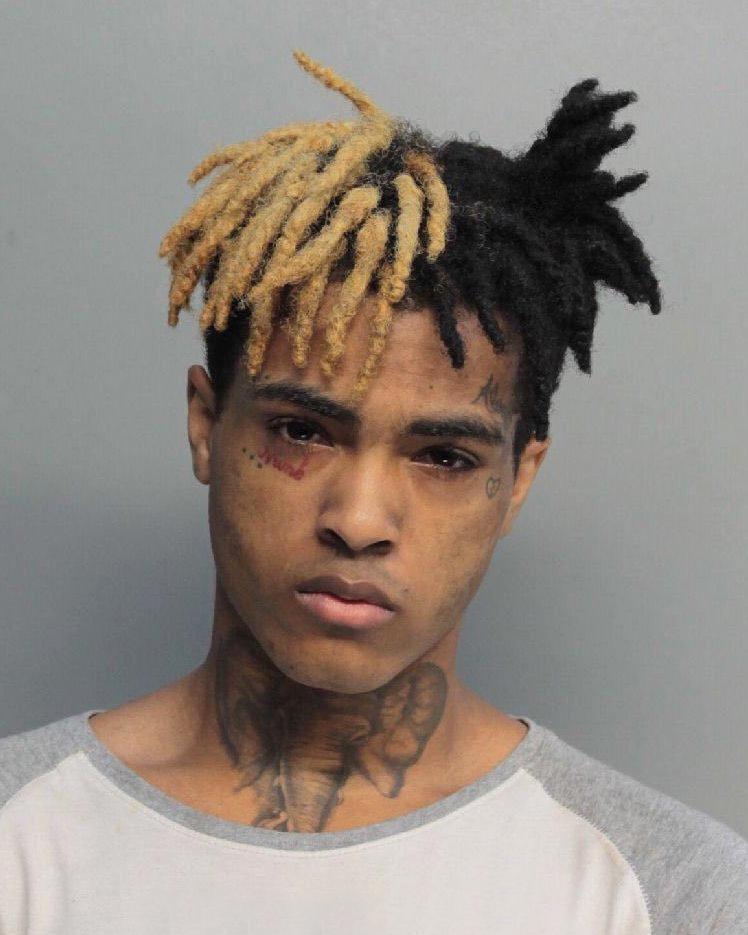
XXXTentacion (1998–2018)

### Xy
- Xydakis, Nikos, US-amerikanischer Volleyballspieler
- Xydakis, Nikos (* 1952), griechischer Komponist
- Xydas, Vasilios (* 1877), griechischer Leichtathlet
- Xylander, Emil von (1835–1911), bayerischer Generaloberst
- Xylander, Ernst Ritter von (1922–1998), deutscher Diplompsychologe, Philosoph und Astrologe
- Xylander, Gerhard (1555–1610), Priester und Domherr zu Köln
- Xylander, Guilielmus (1532–1576), deutscher Gelehrter und Humanist
- Xylander, Heinrich von (1840–1905), bayerischer General der Infanterie
- Xylander, Heinrich von (1904–1941), deutscher Historiker
- Xylander, Joseph von (1794–1854), bayerischer Generalmajor und Diplomat
- Xylander, Oskar von (1856–1940), bayerischer General der Infanterie im Ersten Weltkrieg
- Xylander, Rudolf von (1872–1946), deutscher Generalmajor und Militärschriftsteller
- Xylander, Willi (* 1955), deutscher Zoologe
- Xylander, Wolf-Dietrich von (1903–1945), deutscher Generalleutnant im Zweiten Weltkrieg
- Xylotectus, Johannes (1490–1526), Schweizer Reformator und Kirchenlieddichter
- Xylouris, Giorgis (* 1965), griechischer Laoutospieler und Sänger
- Xylouris, Nikos (1936–1980), griechischer Sänger und Komponist
- Xyndas, Spyridon (1812–1896), griechischer Komponist klassischer Musik
- Xypteras, Lucia Dimitra, südafrikanische Schauspielerin

### Xz
- Xzibit (* 1974), US-amerikanischer Rapper, Schauspieler und ShowmasterXzibit (* 1974)

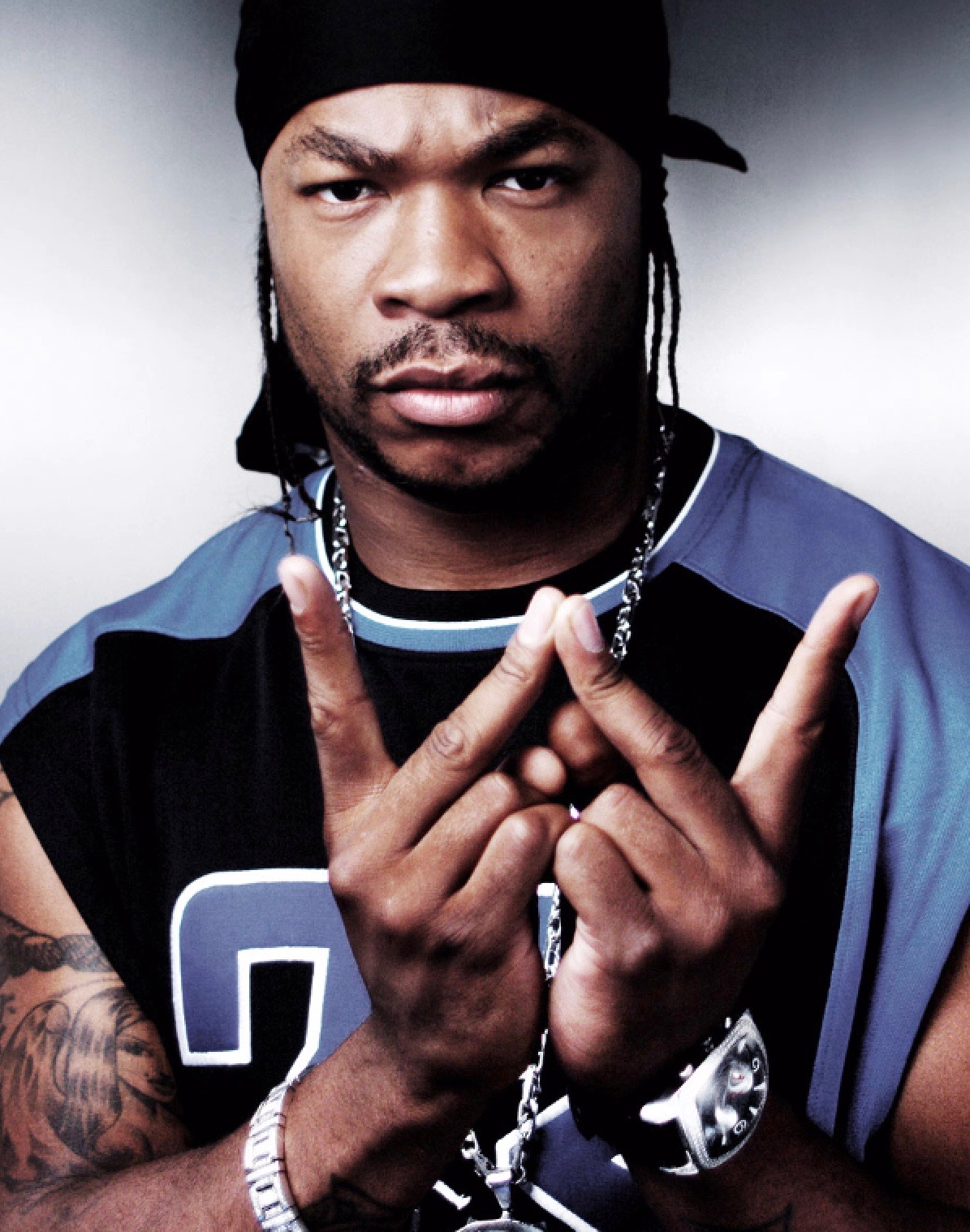
Xzibit (* 1974)